# Jaroslav Vožniak
Jaroslav Vožniak (26. dubna 1933 Suchodol – 12. května 2005 Praha) byl český malíř a grafik.

## Život

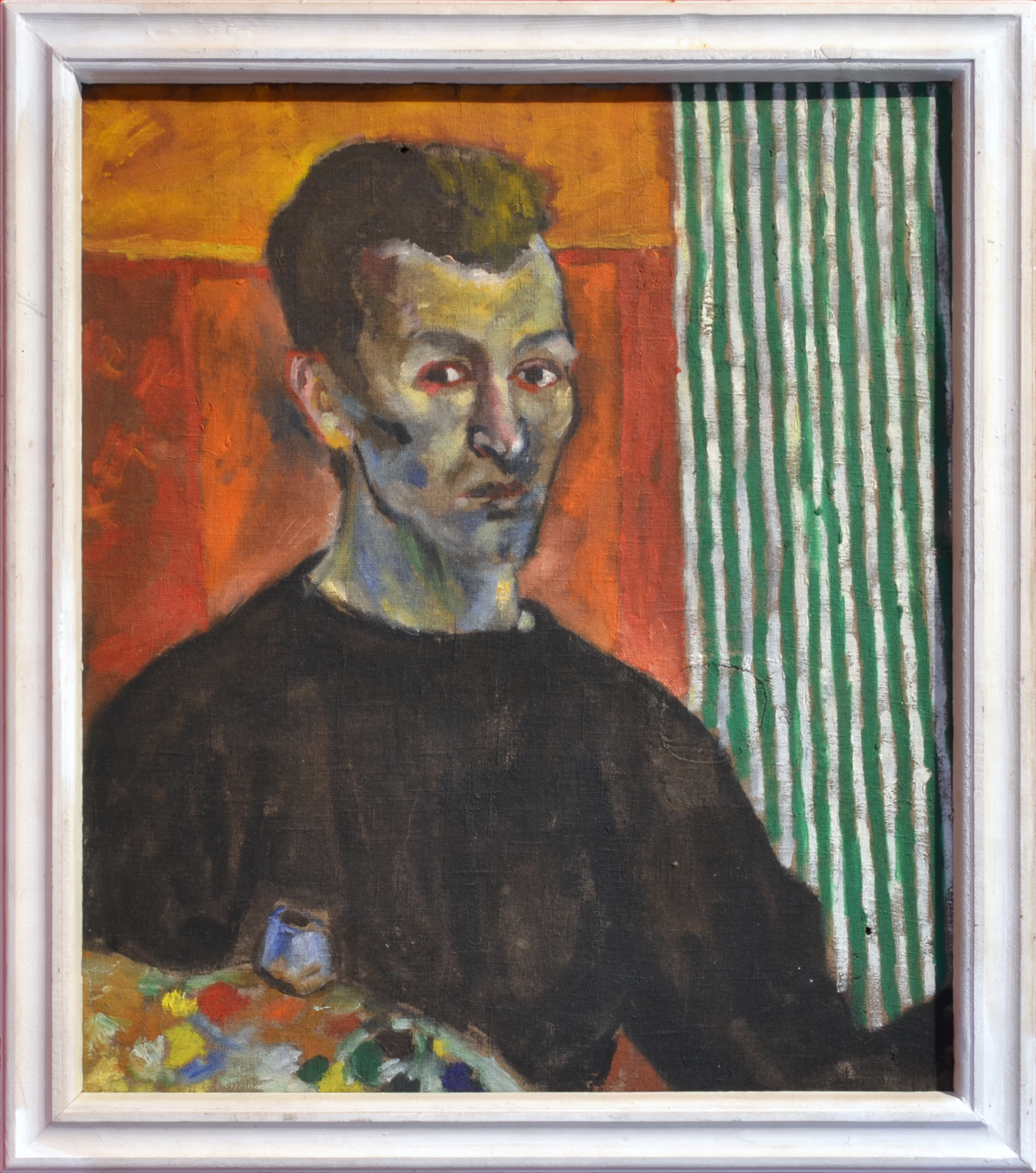
Jaroslav Vožniak, Autoportrét (poč. 50. let)

Jaroslav Vožniak se v letech 1949-1951 vyučil reprodukčním litografem. V roce 1952 odmaturoval a tentýž rok začal studovat na Vysoké škole uměleckoprůmyslové v Praze u prof. Karla Svolinského. Roku 1954 přešel na Akademii výtvarných umění do ateliéru prof. Vladimíra Silovského. Studia ukončil roku 1959. Od roku 1955 byl členem skupiny Šmidrové. Samostatně vystavoval od roku 1963, na společných výstavách Objekt (1965), se skupinou Šmidrové v Ostrově nad Ohří (1965) a se skupinou UB v Praze (1966). Při přepravě obrazů na Vožniakovu výstavu v Roztokách (1964) vzal vítr největší obraz s názvem Ikaros (1958-1959) a odnesl ho do řeky. Poškozený obraz byl nalezen na půdě jednoho domu, v letech 2019-2020 restaurován a vystaven v Galerii moderního umění v Roudnici nad Labem roku 2021.
Od začátku 60. let do roku 1965 pracoval jako noční hlídač v sochařské sbírce Národní galerie na Zbraslavi. Po roce 1965 spolupracoval s architektem Jindřichem Santarem, který působil ve výstavnictví (mj. autor scénáře pro Čs. pavilon na Expo 1958 v Bruselu).
Roku 1965 vystavoval na Salon de la Jeune Peinture a v galerii Lambert v Paříži a na Alternative attuali v Aquile. V témže roce získal dvě zlaté medaile za svůj podíl na Mezinárodní výstavě bižuterie Jablonec 65.
Ve druhé polovině šedesátých let Vožniak spolupracoval se státním podnikem Jablonecká bižuterie a podílel se i na instalaci na Světové výstavě Expo 67 v Montrealu. Na přelomu let 1968-1969 pro tento podnik vytvořil proslulý cyklus novodobých ikon, vystavený nejprve na Libereckých výstavních trzích a později v Montrealu (1969). V souvislosti s výstavami Vožniak několikrát navštívil Paříž, Švédsko, Leningrad a dvakrát pobýval v Kanadě.
V době normalizace měl Jaroslav Vožniak problémy s komunistickým režimem, mj. kvůli svému synovi, který byl bubeníkem skupiny The Plastic People of the Universe. V té době se zabýval výtvarným řešením diplomů a jiných tiskovin, navrhoval plakáty pro Národní Galerii a Zdravotní osvětový ústav, ilustroval několik knih. Po celý život trpěl narkolepsií a byl nucen brát léky, aby se mohl soustředit na práci. Od roku 1980 byl pro dlouhodobě nepříznivý zdravotní stav v invalidním důchodu.
Se svou ženou Martou (* 1934) měl syna Jaroslava (* 1954) a dceru Martu (* 1958), která je rovněž výtvarnicí. Po roce 1989 již Jaroslav Vožniak, na rozdíl od svých přátel Nepraše a Dlouhého, kteří byli jmenováni profesory na Akademii, veřejně nepůsobil. Na Zbraslavi se ale kolem něj vytvořilo cosi jako "Vožniakova škola", která zahrnovala jeho dceru, zetě a snachu.

## Dílo
Rozsáhlý soubor kreseb k Dantově Božské komedii a Novému zákonu, který Vožniak vytvořil v letech 1958-1960 byl jeho osobitým pokusem tlumočit tradiční témata moderní formou. Figury jsou radikálně zjednodušené na výtvarný znak ve tvaru kuželky, ve kterém dominují velké svítící oči, krajinu zastupuje stylizovaná poušť se skalisky a palmami. Působení obrazů zesiluje užití ostrých kontrastních barev. Objevují se zde některé motivy charakteristické pro další Vožniakovu tvorbu - oko jako centrum výjevu, symbol pozorovatele a svědka i vnitřního zraku, - rozpadající se skály, jako obecný symbol rozpadu hodnot. Ve stejné době vznikly tušové akvarelové kresby, kterými malíř vytvářel jakési panoptikum volně vybraných postav z reálného světa (Čingischán, Savonarola, Kleopatra, Klaun, ad.)
Na přelomu 50. a 60. let se Vožniak, stejně jako většina jeho druhů, přiklonil na čas k abstrakci a vytvořil sérii červených kompozic v nichž hladkou malbu narušoval zásahy rytím a škrábáním. Následují abstraktní obrazy s detailní a virtuózní kresbou, jejichž motivy ve formě výrůstků, šlahounů, trubic a čepelí nožů odkazují k reálnému světu. Některé z těchto kreseb později zasadil do černých rámů, sestavených z úlomků starých dřevěných vyřezávaných ozdob (Vejce, 1963).

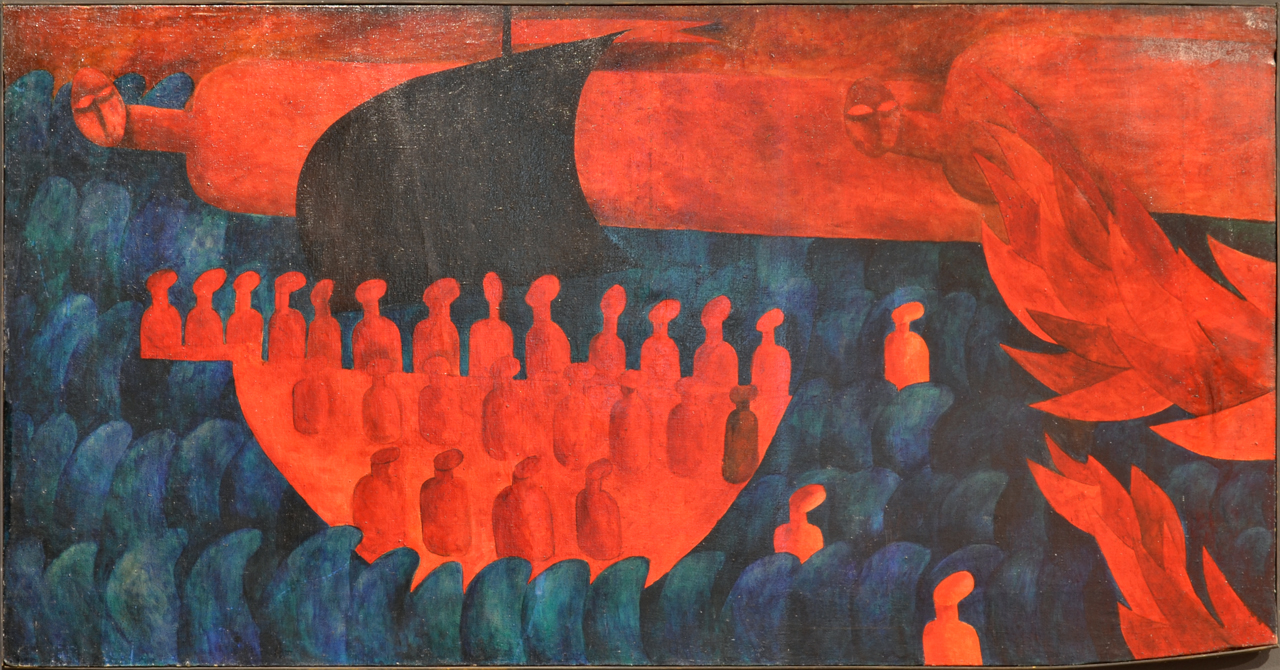
Jaroslav Vožniak, Peklo, z cyklu Božská komedie (1959), GASK Kutná Hora
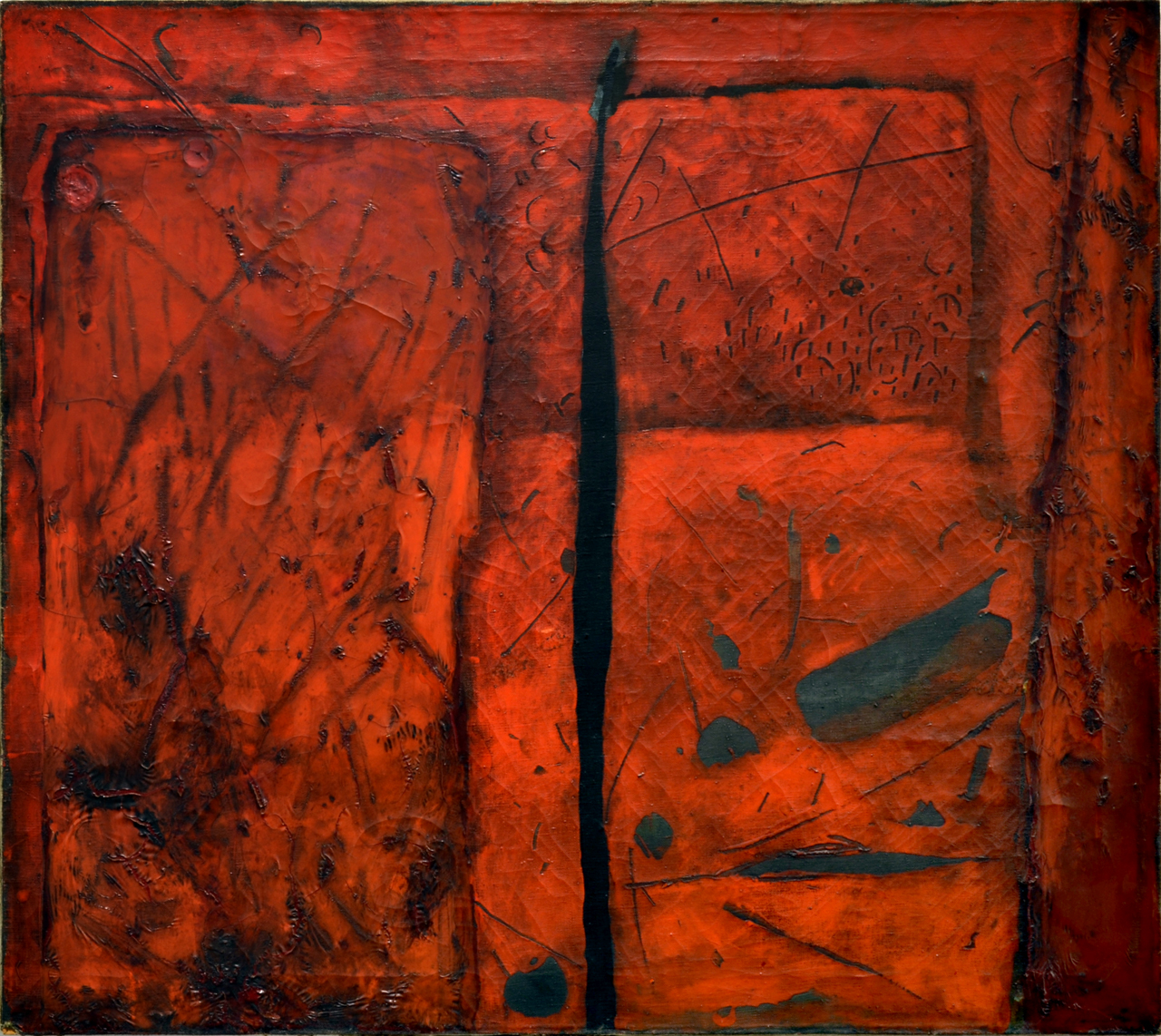
Jaroslav Vožniak, Červený IV (1961), Museum Kampa
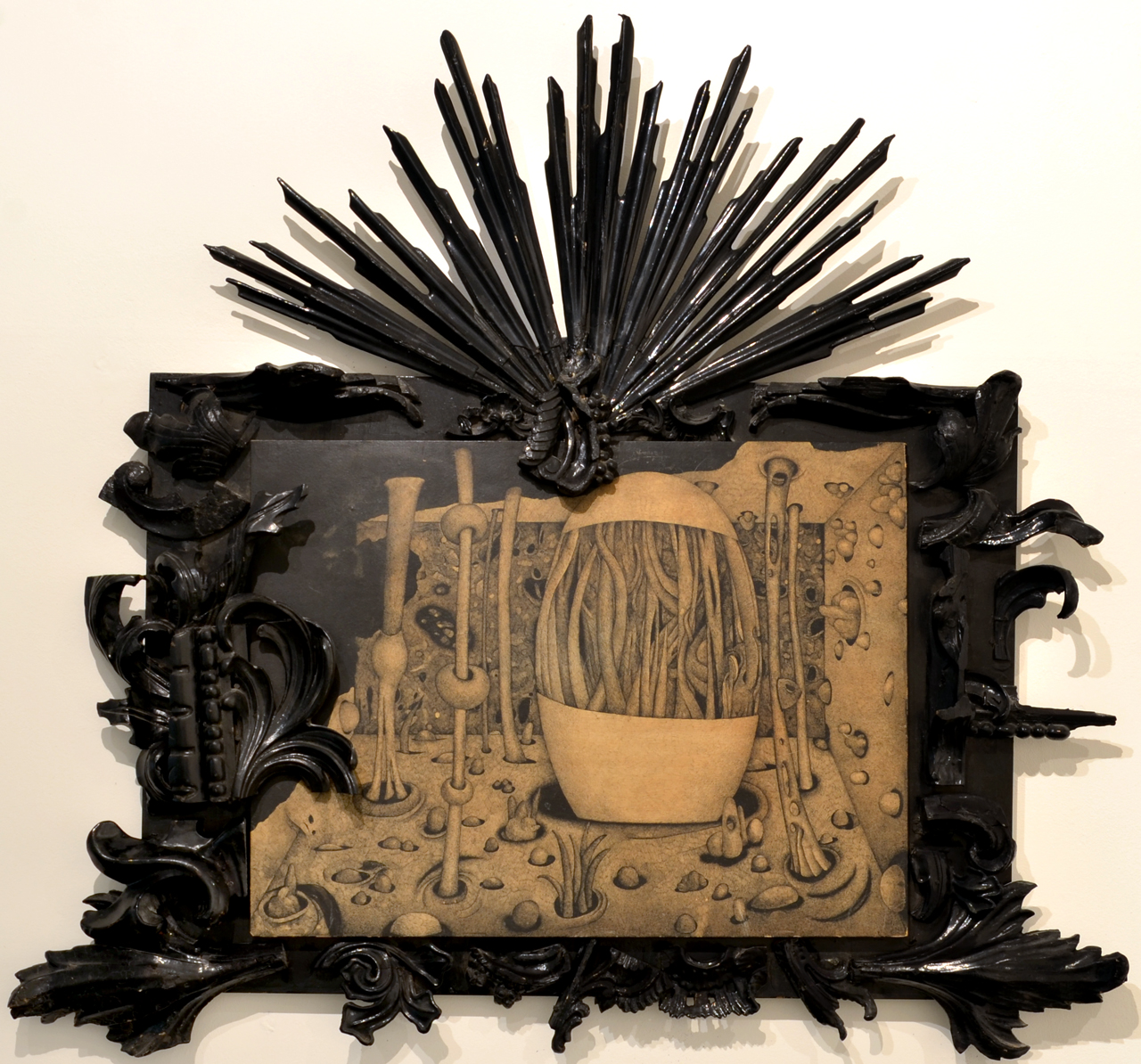
Jaroslav Vožniak, Vejce (1963)
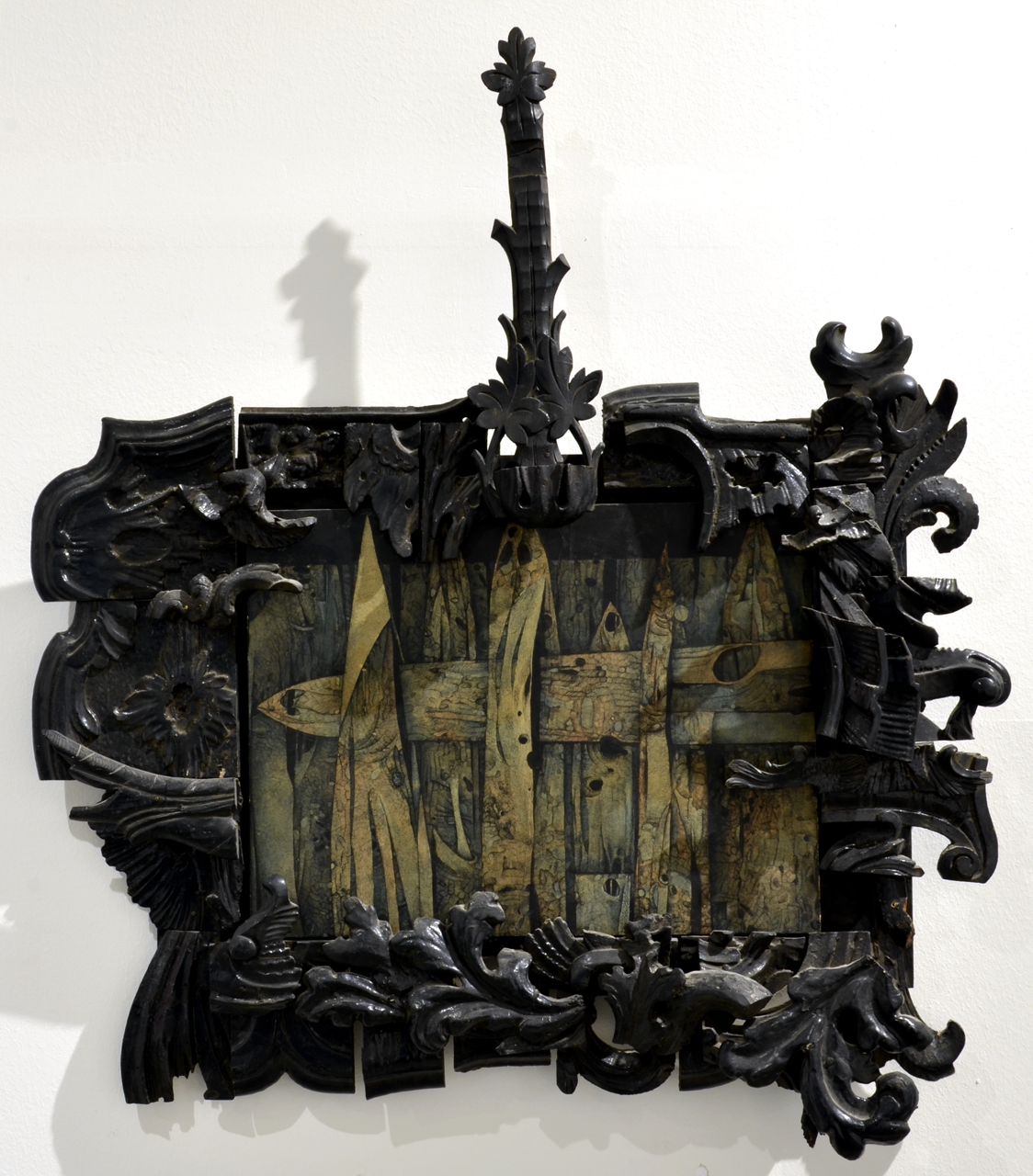
Jaroslav Vožniak, Nože (1963-1964), Museum Kampa
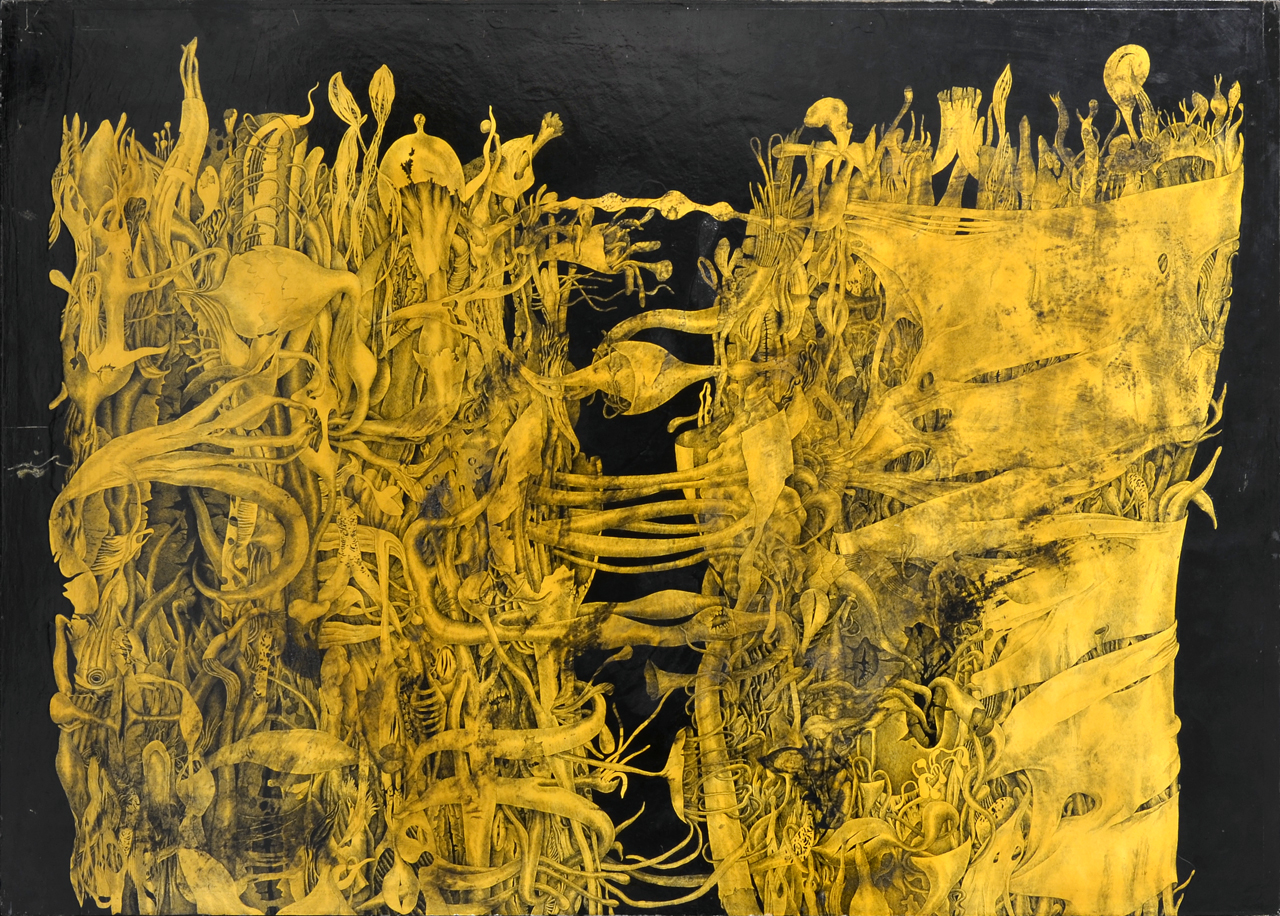
Jaroslav Vožniak, Zvířata (1965), AJG Hluboká

Materiálové asambláže z poloviny 60. let sjednocuje červená barevnost (Fakirova krajina, Jezdci z Apokalypsy, 1964).

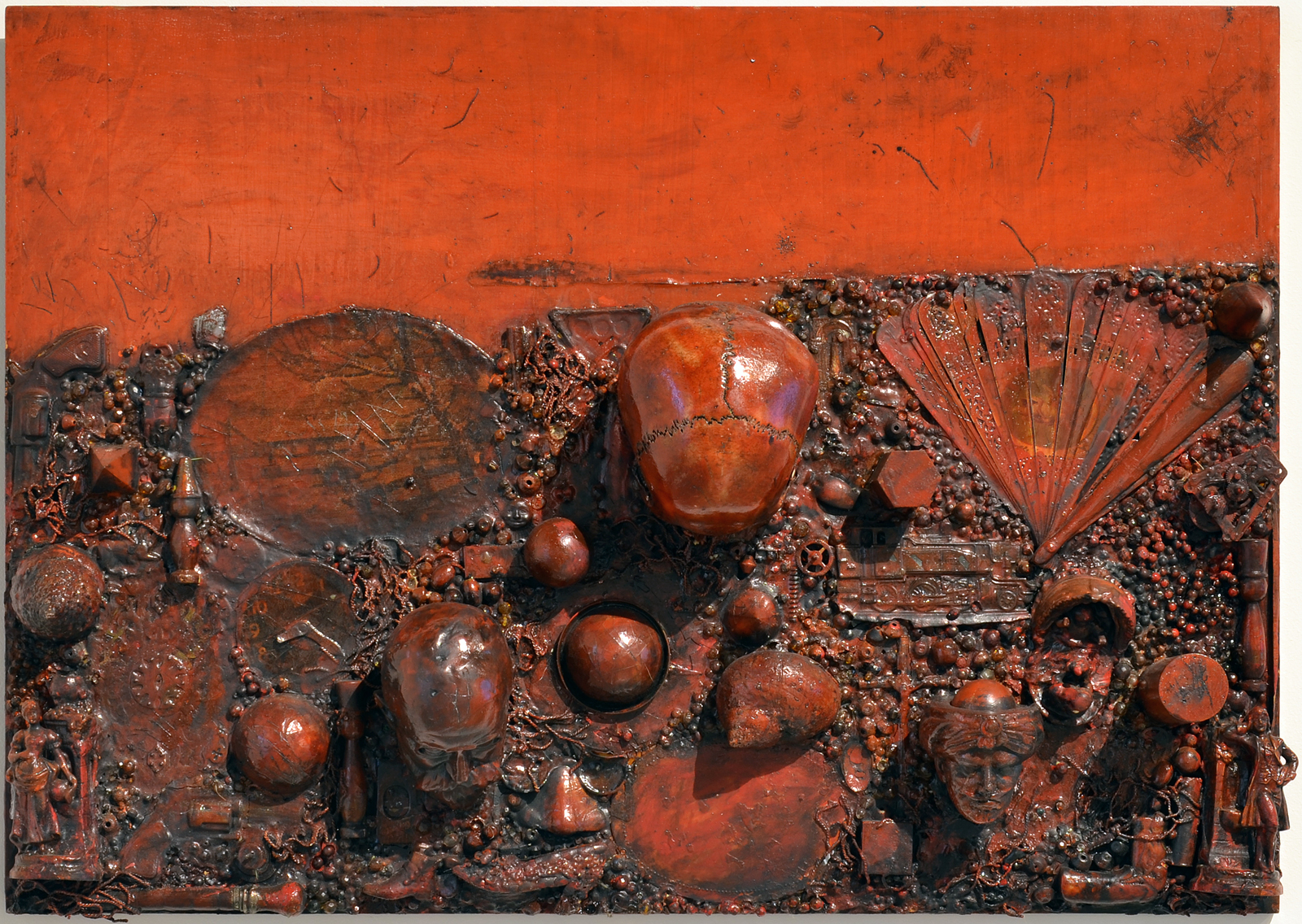
Jaroslav Vožniak, Fakirova krajina (1964)
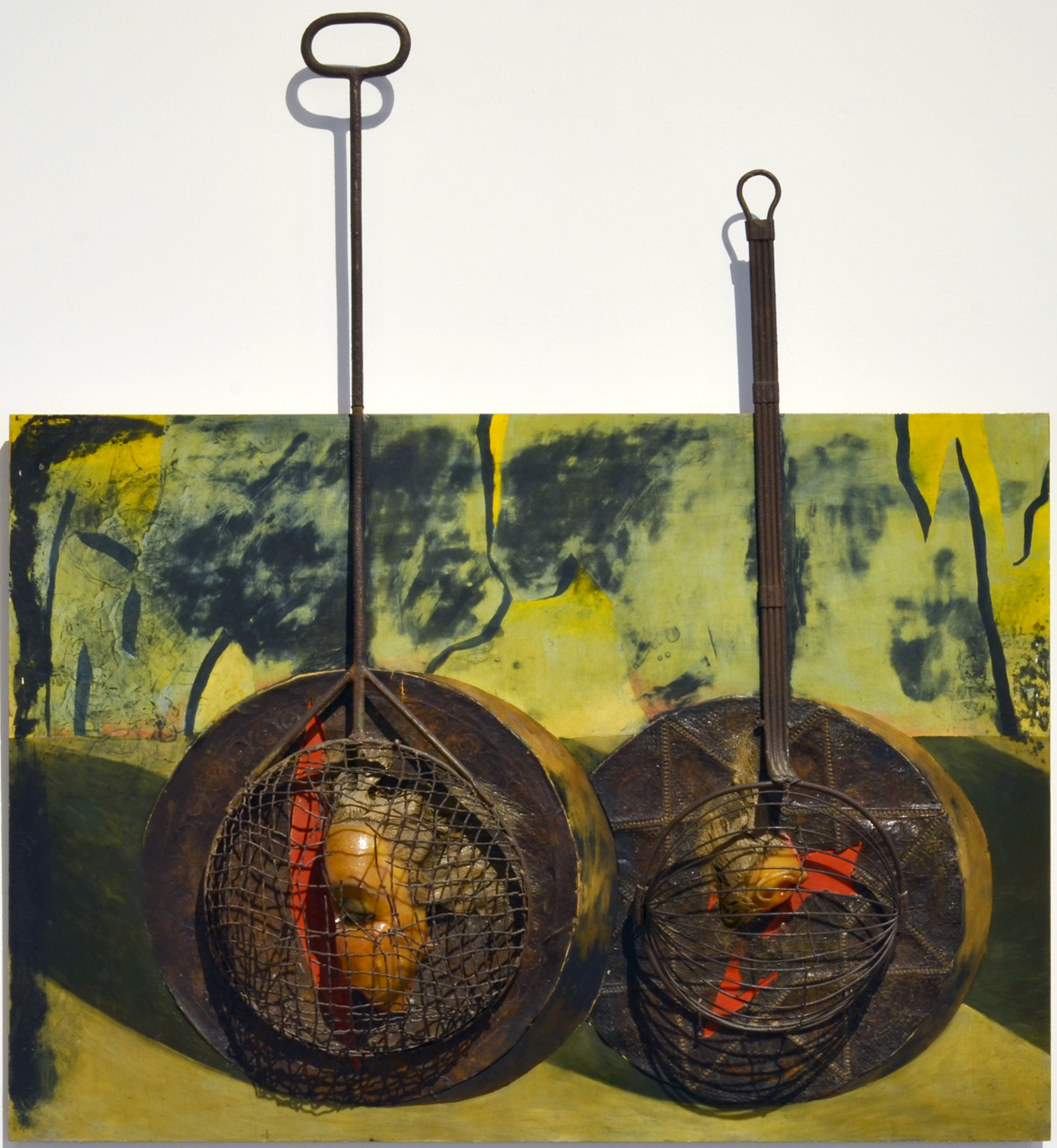
Jaroslav Vožniak, Hlavy (1964)
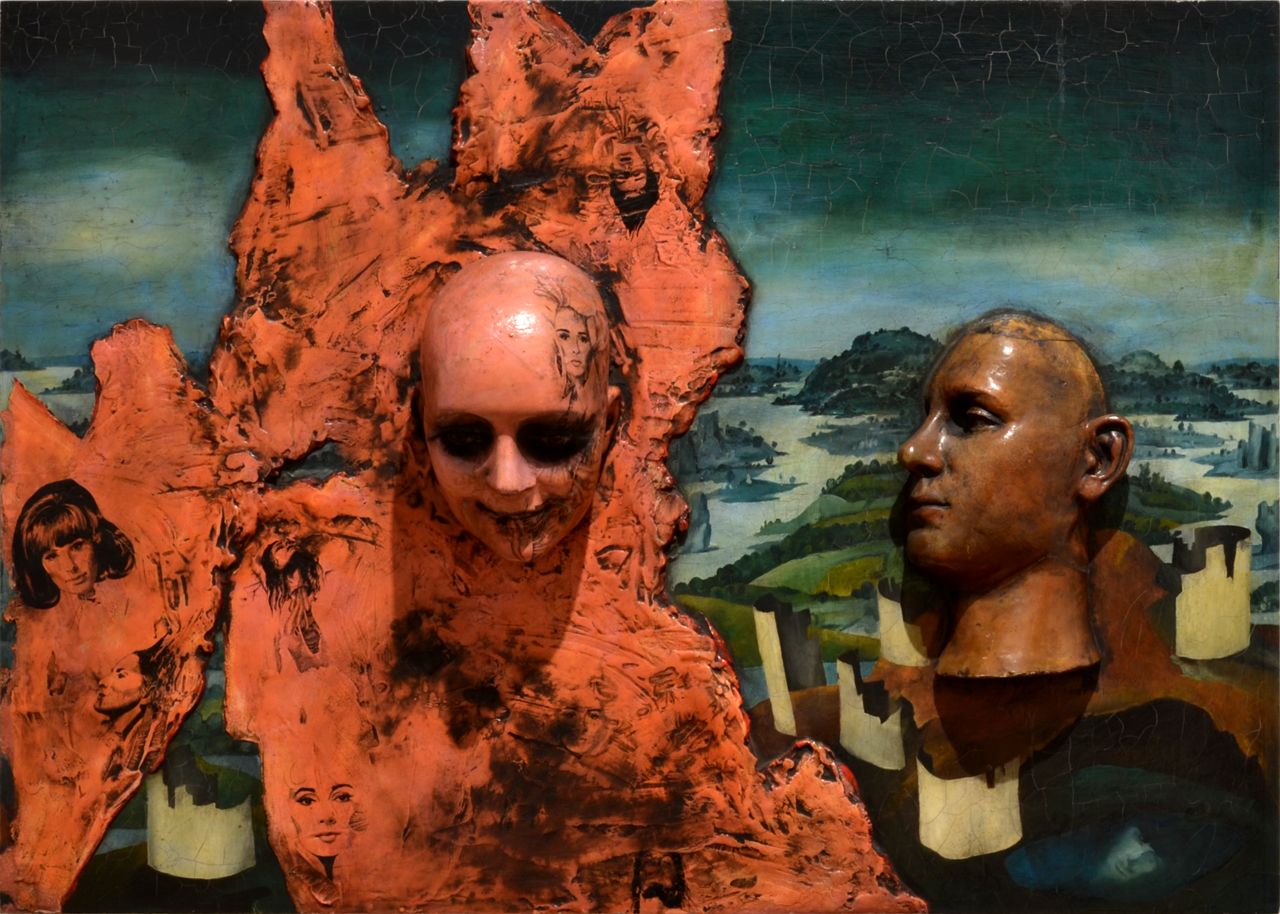
Jaroslav Vožniak, Milenci (1965), GASK
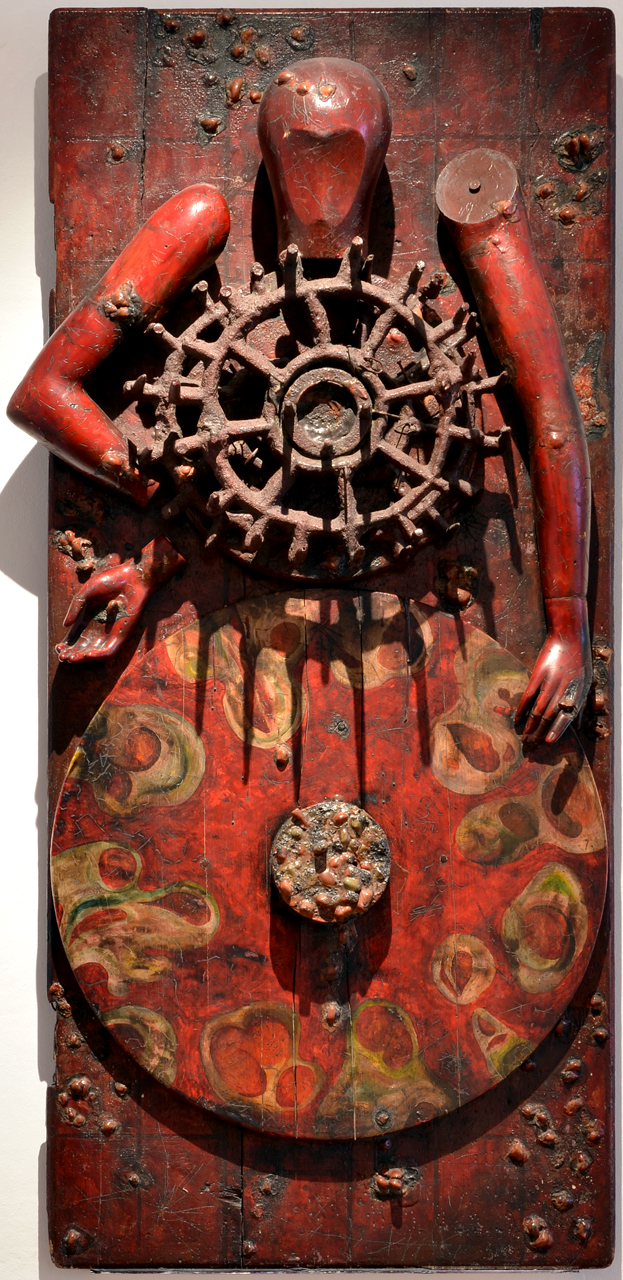
Jaroslav Vožniak, Štítonoš (1965), GASK
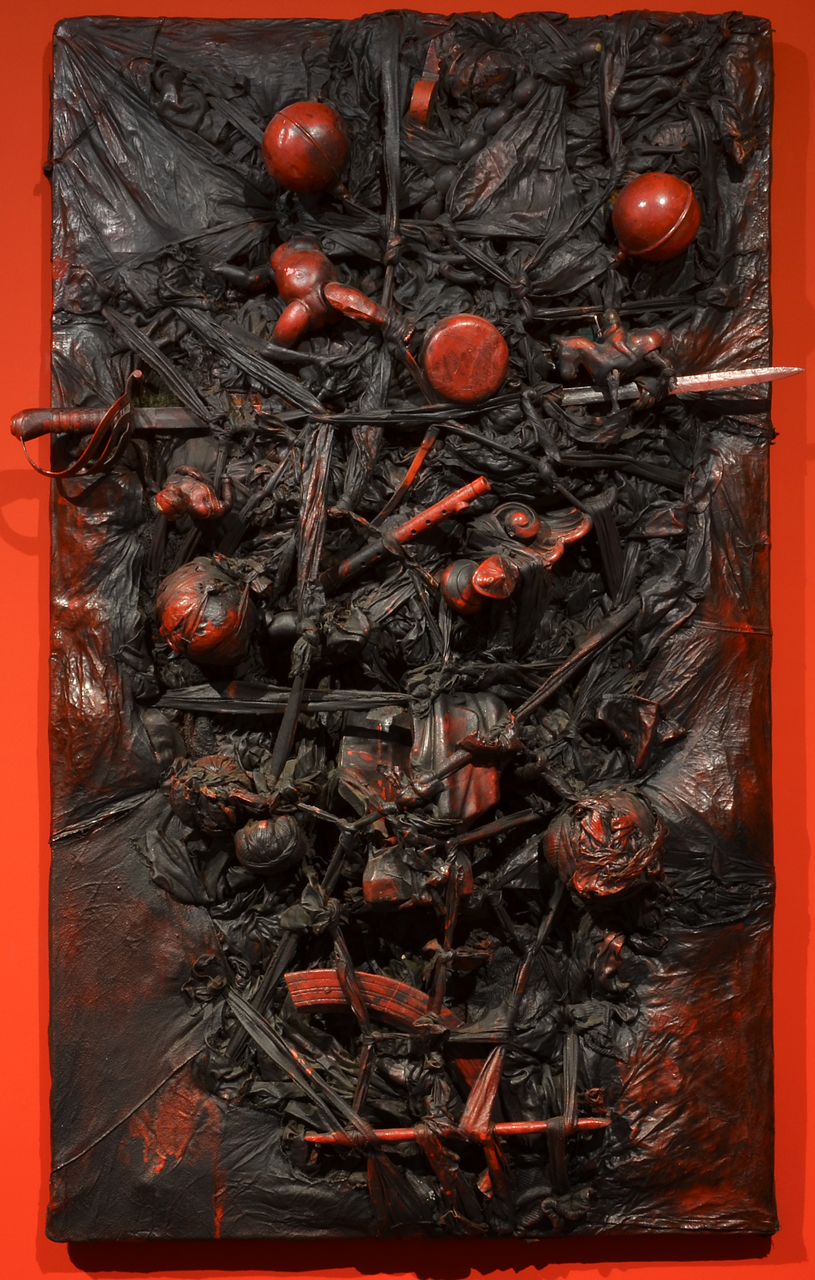
Jaroslav Vožniak, Jezdci z Apokalypsy (1964), GHMP

Vožniakova barokní imaginace se plně projevila v 60. letech, kdy jeho renomé prudce stoupalo. V té době vytvořil práce na pomezí surrealismu a pop-artu, hýřící imaginací, mísící vážnost s vulgaritou a bourající veškerá tabu. V období let 1963-1964 Vožniak do svých obrazů volně začleňoval některé surrealistické motivy jako vejce, oko, srdce, rty, hlavy, ale nestal se ortodoxním surrealistou. Princip prorůstání a rozpadu, protiklad celistvého a narušeného se stane jedním z charakteristických znaků jeho tvorby. Děj je zasazen do omezujících rámců a přeplněn nejrůznějšími symboly převzatými z repertoáru surrealistů, kombinovaných s obrazy spotřebních idolů adaptovaných z pop artu.
Vožniak se nevyhýbal ani přímočarému zobrazování erotiky, někdy na hranici únosnosti. V prostoru kresby, obrazu či asambláže malíř soustřeďuje množství jednotlivých motivů, které vytvářejí racionálně neuchopitelný odraz světa. Vedle sebe zde existují zraňující i zranitelné, erotická agrese, temné síly a hrozivá magie.
V 70. letech se Vožniak vrátil k malbě, která je stále temnější a tragičtější (Běh času, 1976, Smrt, 1977). Rozpad společenských hodnot a morálky během tzv. normalizace odrážejí předměty, které propadají zkáze - tříštící se sklo, kostry mrtvých zvířat, pukající sochy a zdi, lámající se římsy a sloupy, to vše často na neutrálním šedém pozadí ve vzájemné izolaci a tichu. Paralelně vznikají vysoce reliéfní asambláže, v nichž užívá dřevěné formy na klobouky.

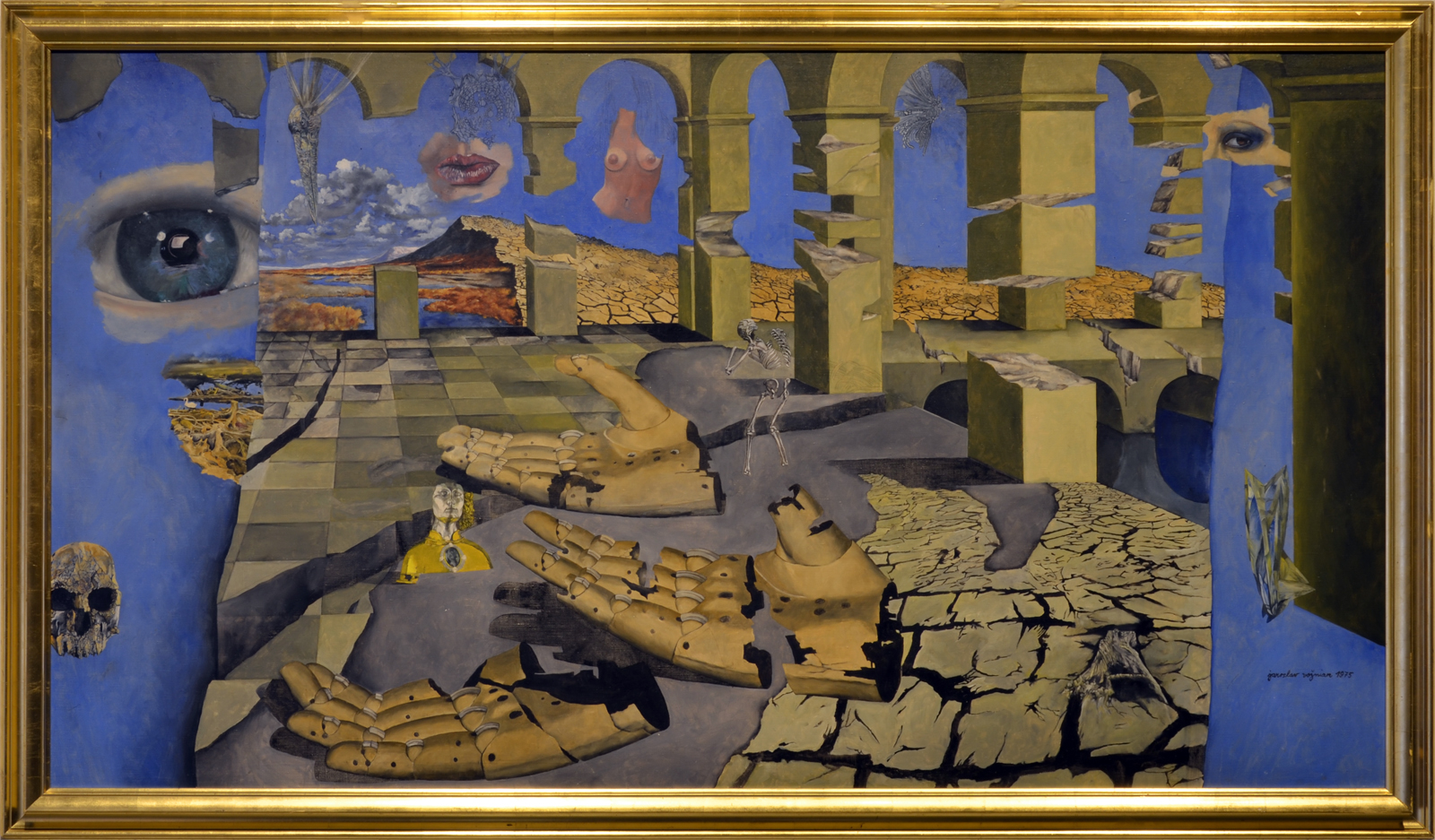
Jaroslav Vožniak, Svatovítský poklad (1975), GVU v Ostravě
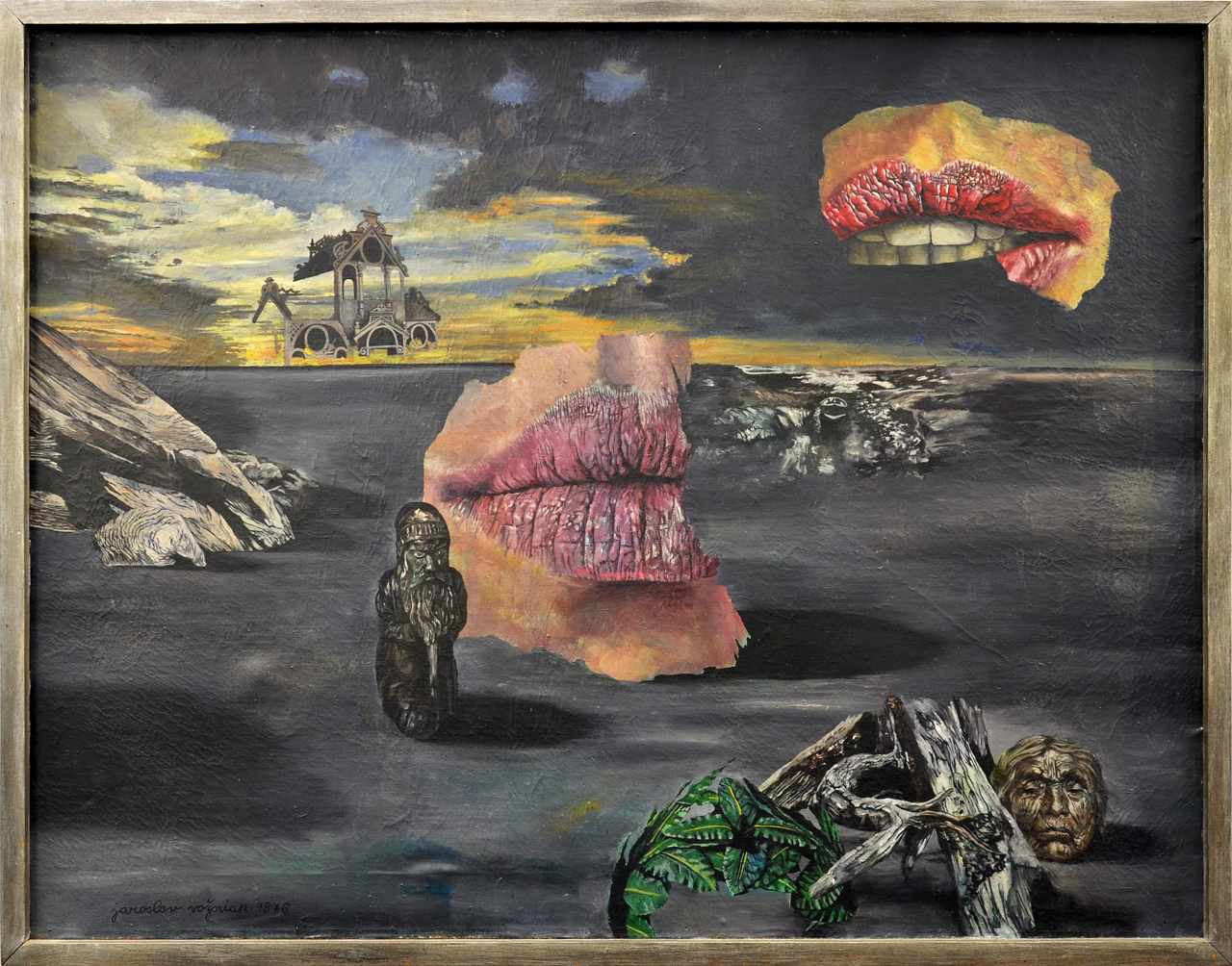
Jaroslav Vožniak, Běh času (1976)
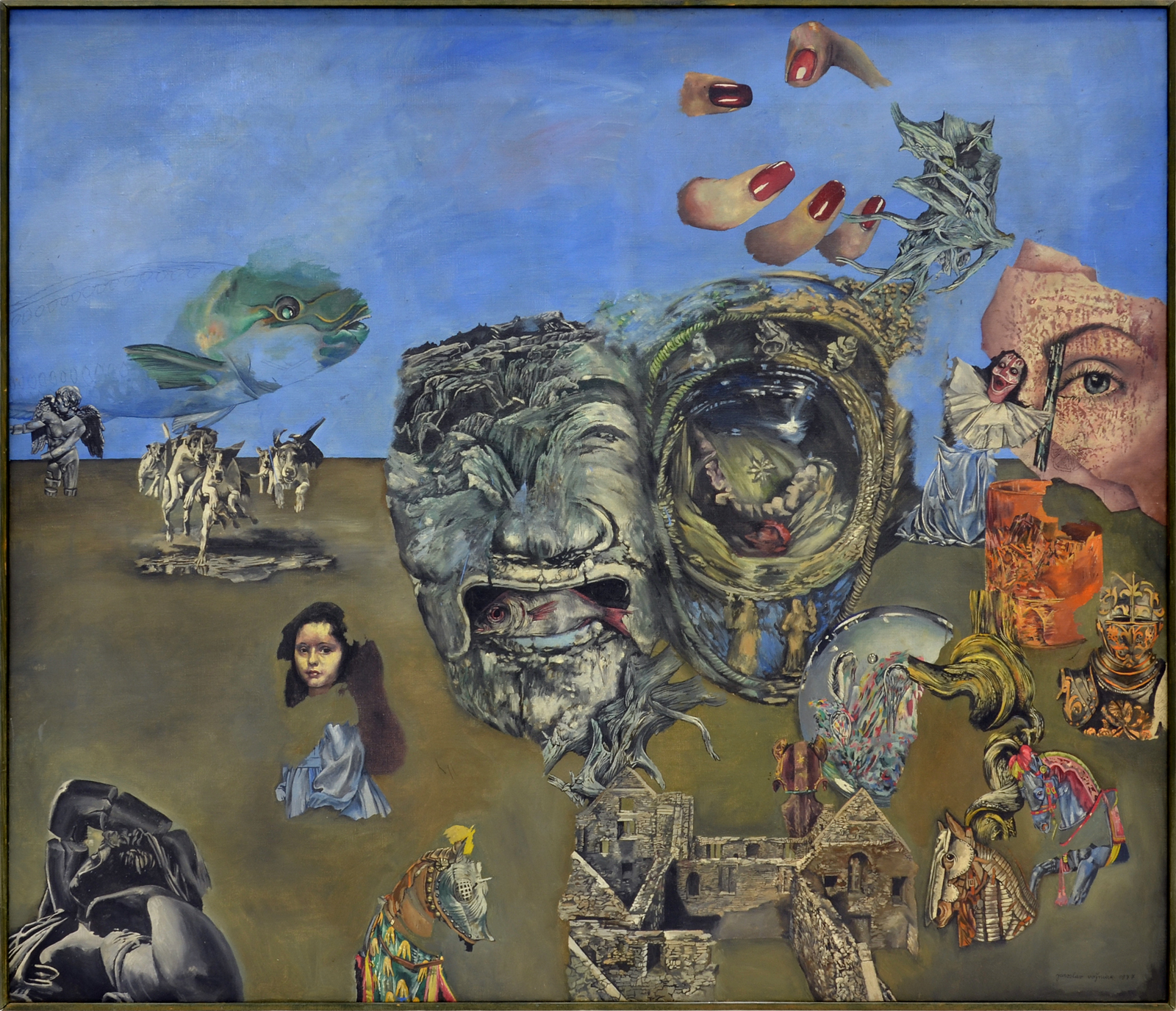
Jaroslav Vožniak, Smrt (1977)
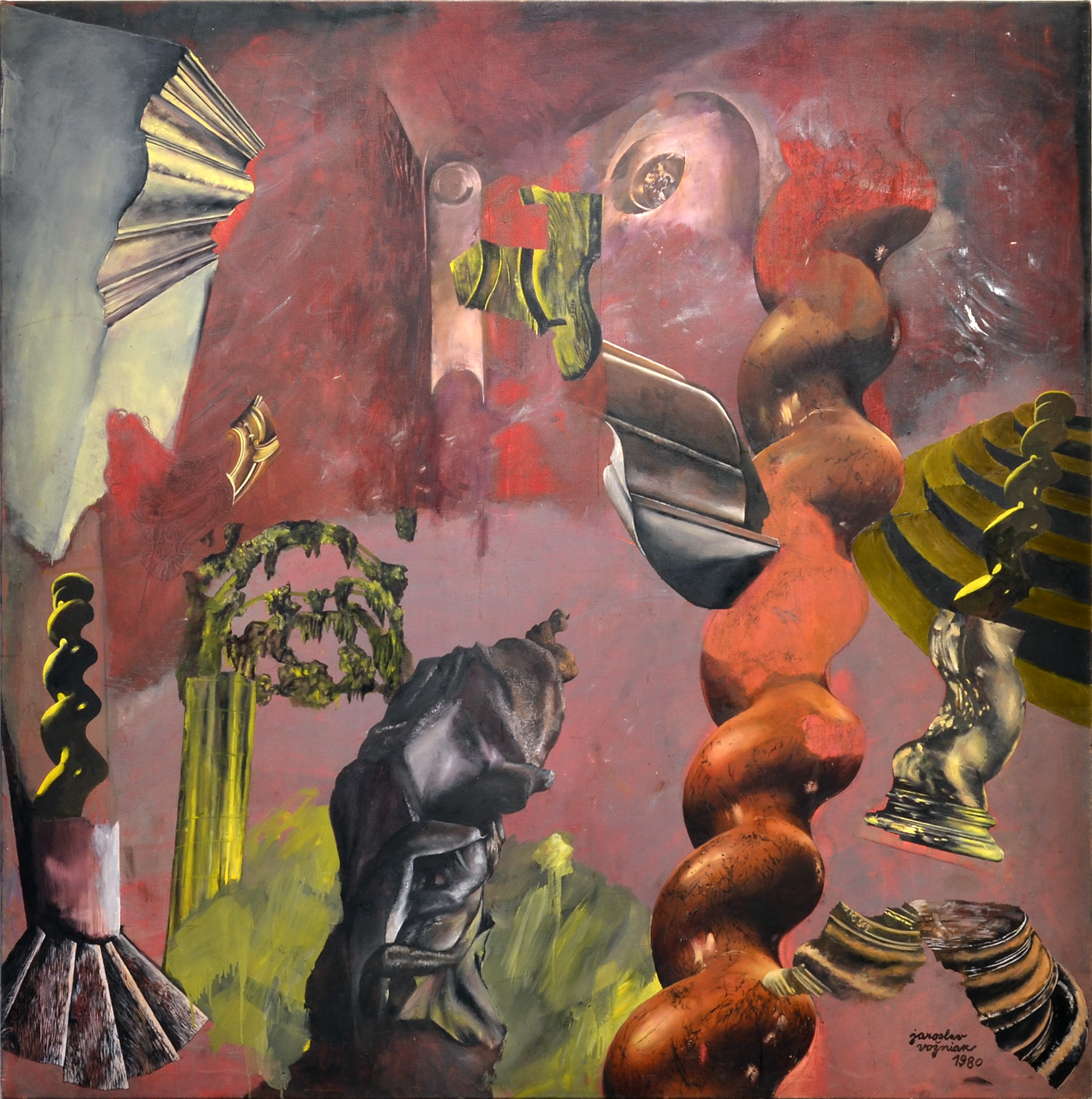
Jaroslav Vožniak, Diova procházka barokní Prahou (1980), GHMP
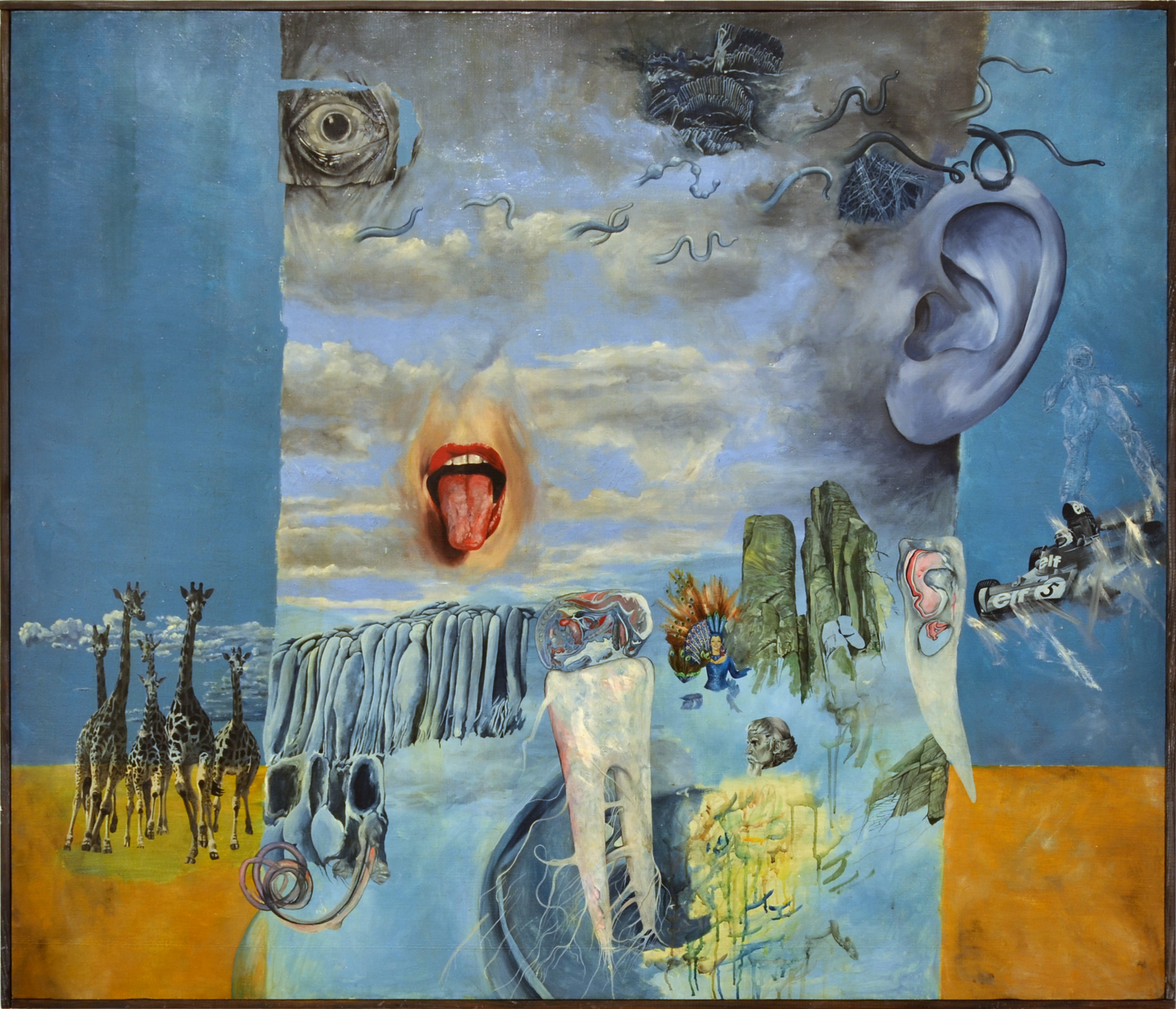
Jaroslav Vožniak, Pocta divnosti (1981)

Také pop-art, jehož vliv začal do Čech pronikat ze Západu, Vožniak transformoval do specificky české podoby. V letech 1967-1969 vytvořil sérii třiceti novodobých ikon na dřevěných deskách pro expozici jablonecké bižuterie na Libereckých výstavních trzích. Tvořily je portréty hvězd filmového plátna, ozdobené ukázkami luxusní české bižuterie (Jeanne Moreau, 1967; Monica Vitti, 1968-1969 GMU Roudnice; Jane Fondová, 1968. Celá expozice byla doplněna zrcadly, dramaticky nasvícena a provázena hudbou Rudolfa Komorouse.

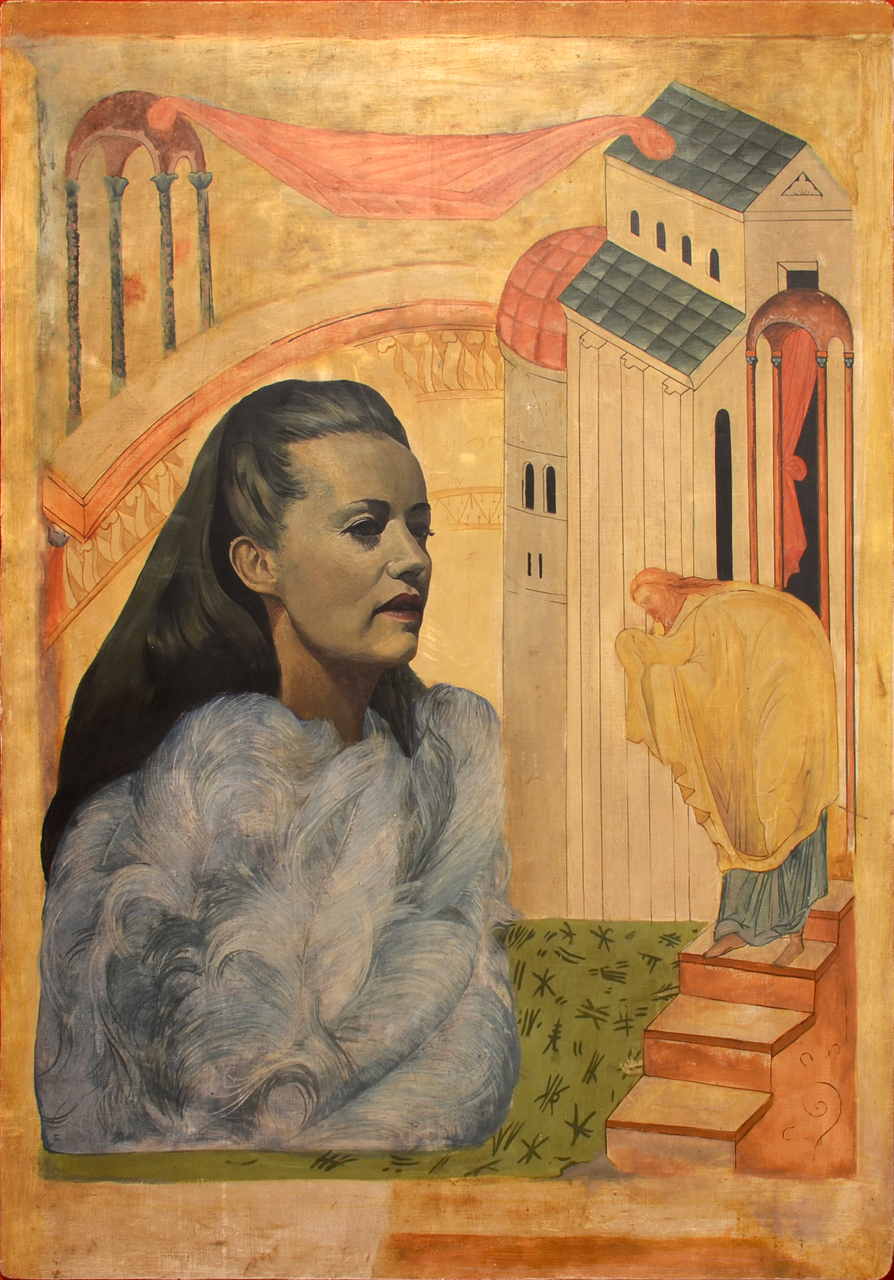
Jaroslav Vožniak, Ikony, Jeanne Moreau (1967-1968), GMU Roudnice
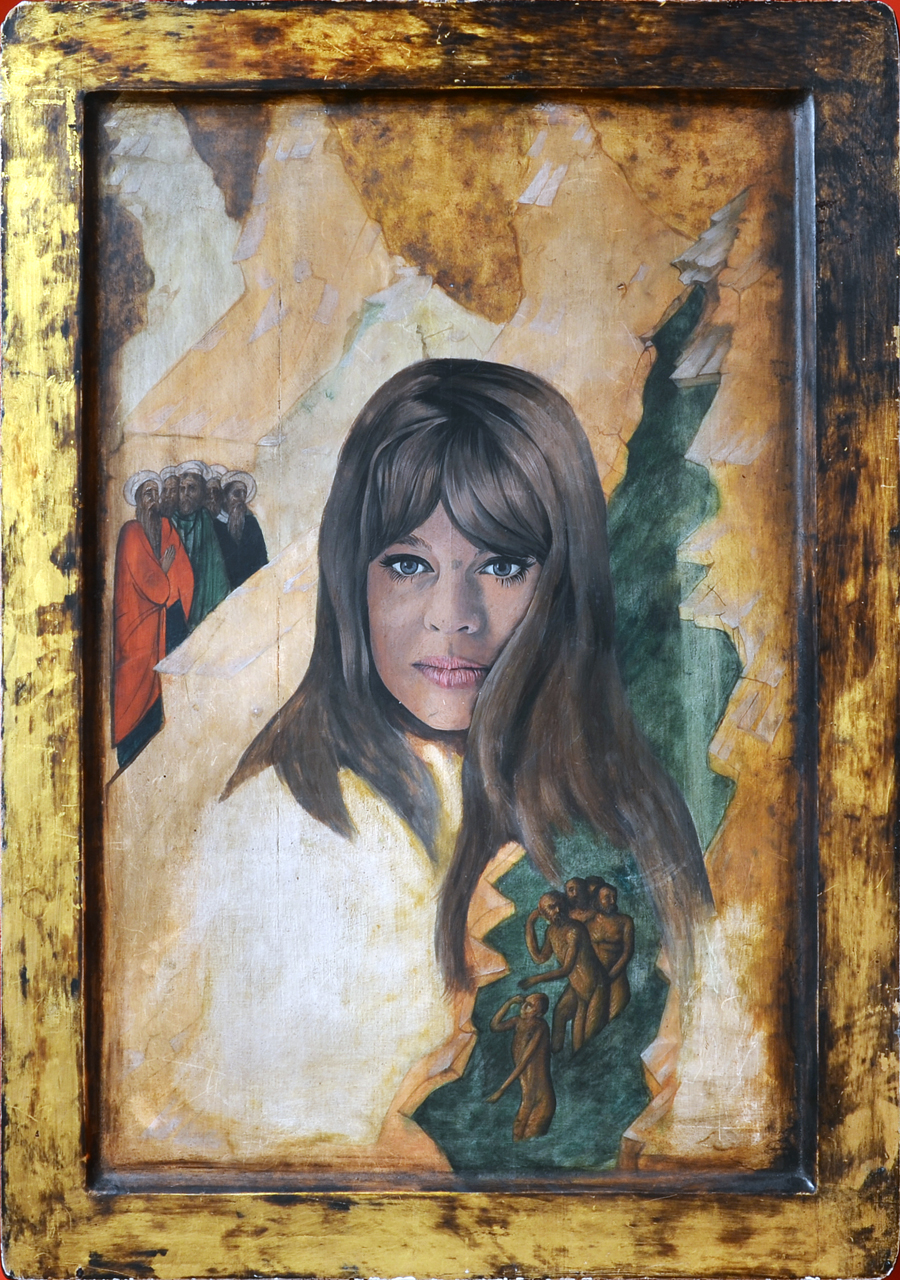
Jaroslav Vožniak, Ikony, Julie Christie (1967-1968)
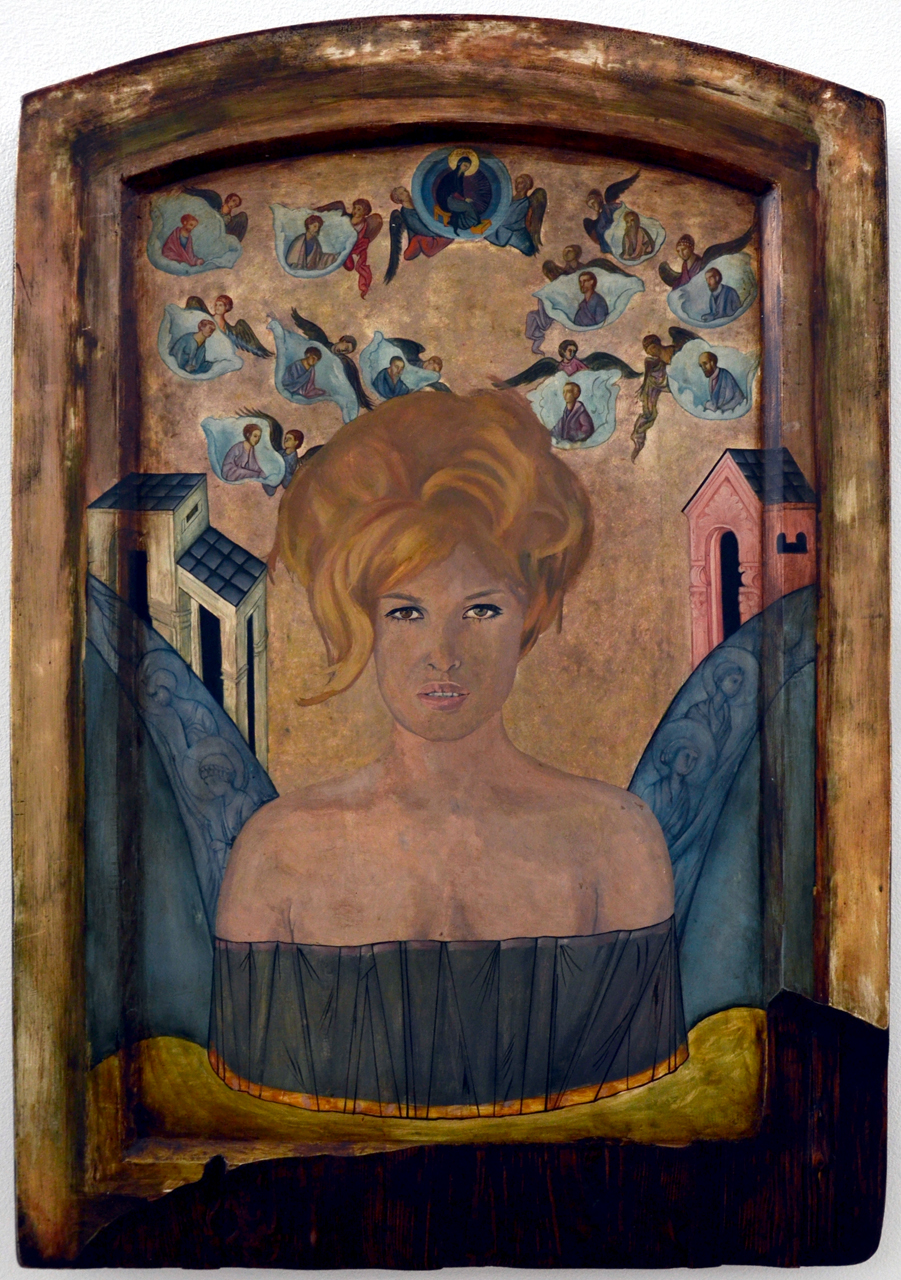
Jaroslav Vožniak, Monica Vitti (1968-1969), GMU Roudnice
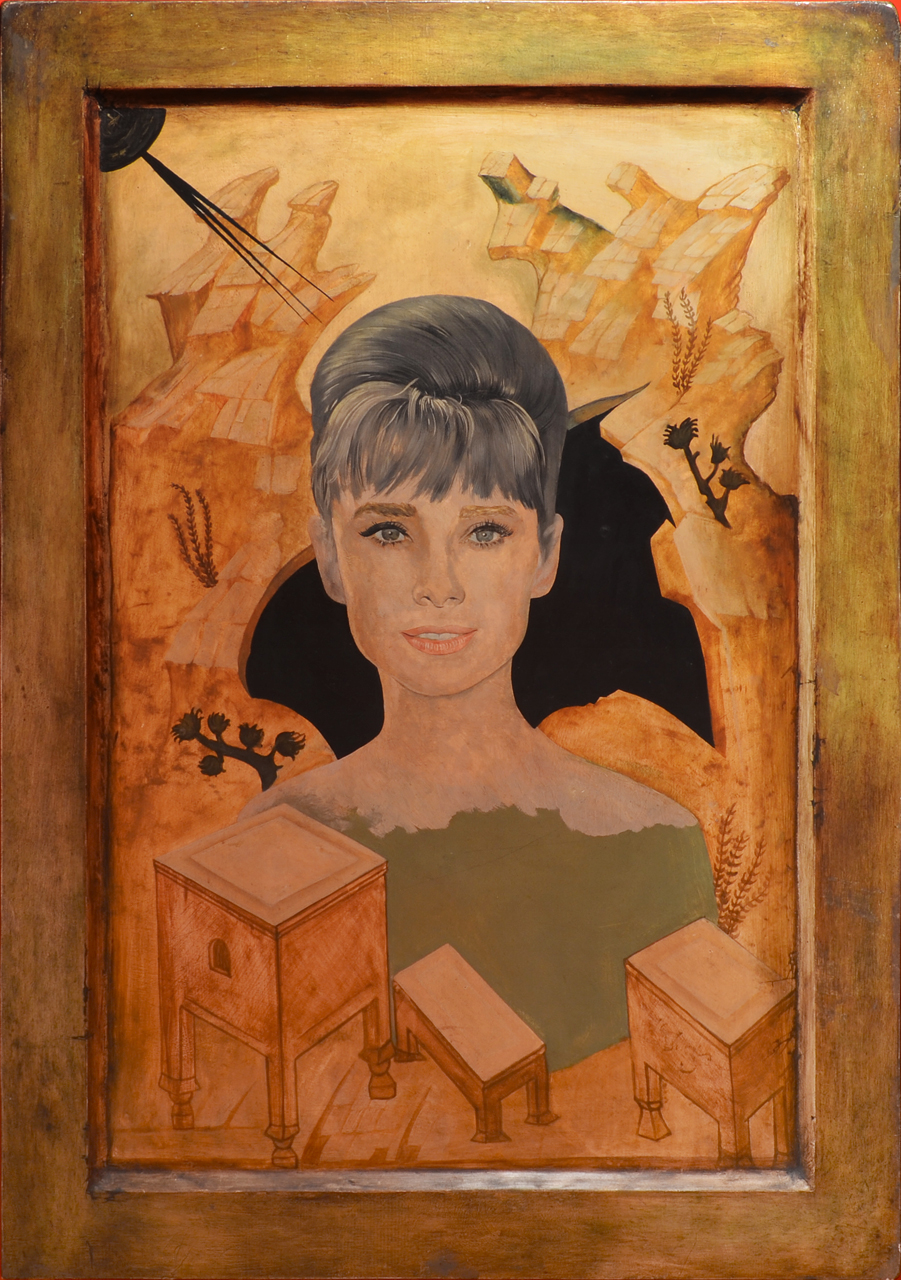
Jaroslav Vožniak, Ikony, Audrey Hepburn (1967-1968), AJG Hluboká
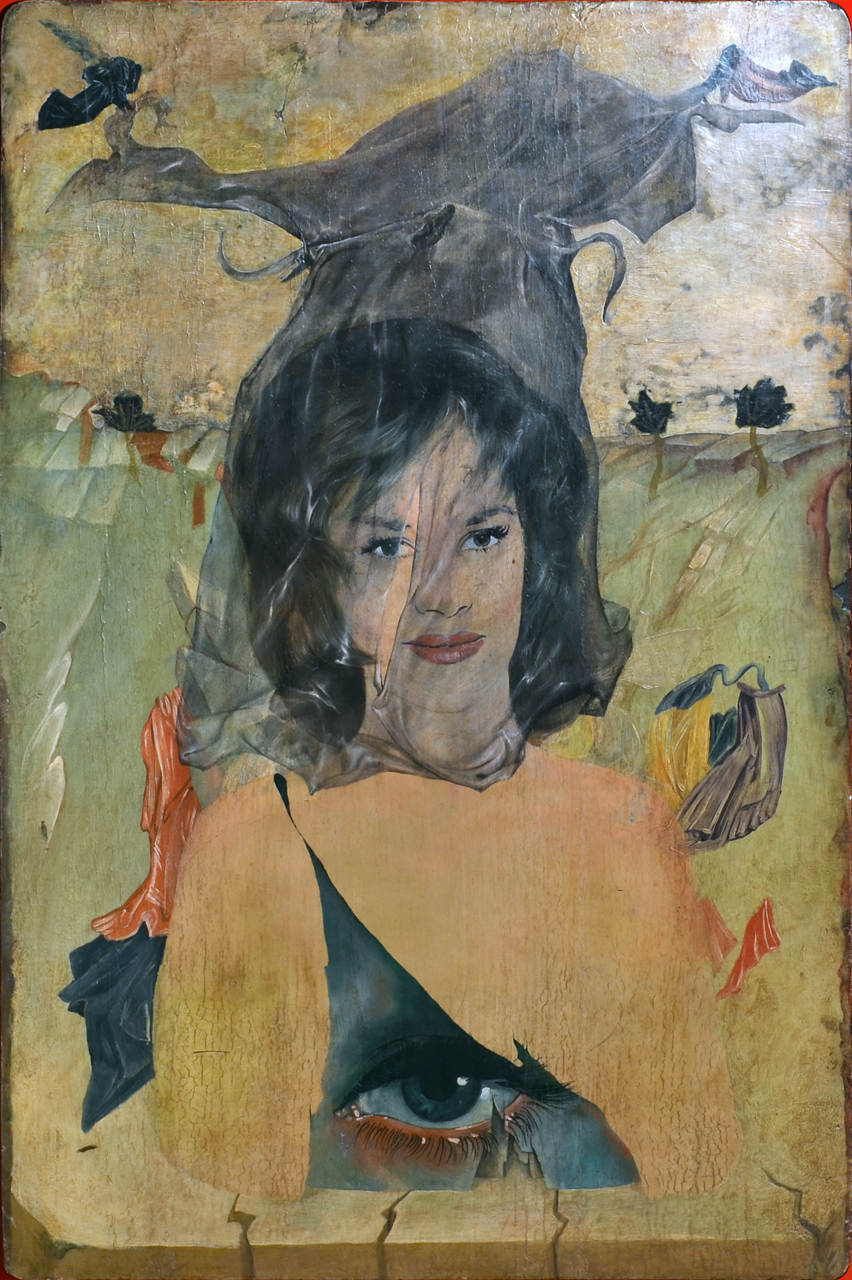
Jaroslav Vožniak, Ikony, Antonella Lualdi (1967-1968), AJG Hluboká

Vožniakovy vize rozkladu jsou naplněny společenskými fetiši a pokleslými idoly, balancují mezi snovou imaginací, ironizujícím pop-artem a magickým kouzelnictvím. Autor navazuje na narativní tendence 60. let, ale naplňuje je komplikovanou obrazovou koncepcí, kterou nelze snadno dešifrovat. Ve druhé polovině 60. let Vožniak hladkou iluzivní malbu doplňuje reálnými předměty ve formě asambláže. Vožniakův hyperbolický smysl pro bizarnost a záliba v materiálové různorodosti se projevuje v brutálně užitkovém ignorování ceny použitých objektů. V řadě asambláží užívá zároveň staré a vzácné předměty, jakoby vyjmuté ze sbírky starožitností a kuriozit, zároveň s banálními a lacinými fragmenty současného světa. Jako "poctu divnosti" spojuje hyperbolickým a groteskním způsobem morbidnost expresivních barokních voskových náhrobků, salonní degenerovanost přelomu století a soudobý figurální mýtus (Beatles, 1976).
V roce 1978 se krátce vrátil k abstrakci v sérii monotypů, protože měl pocit, že tento problém nevyčerpal dostatečně počátkem 60. let. V jeho malbě se objevuje motiv koulí. (Pocta Vasarelymu, 1980). V první polovině 80. let přerušil autor tvorbu a k práci se vrátil až roku 1987. Tehdy vznikl cyklus menších asambláží s míčky, kolážovanými anatomickými tisky, pohlednicemi a cennými starými nálepkami (Velikonoční, 1987). Koule a kuličky rozvíjejí téma kruhu jako průhledu do mikro či makrosvěta. Vožniak v nich opět sáhl k burleskní nadsázce a kupení detailů. Koláže jsou podřízeny geometrickému řádu a vyznačují se formální dokonalostí, ale ilustrují hrozivé stránky lidské existence. Některá díla mají formu diptychů, složených z plastické desky s asambláží a desky ploše kolážované rozstříhanými autorovými abstraktními monotypy.

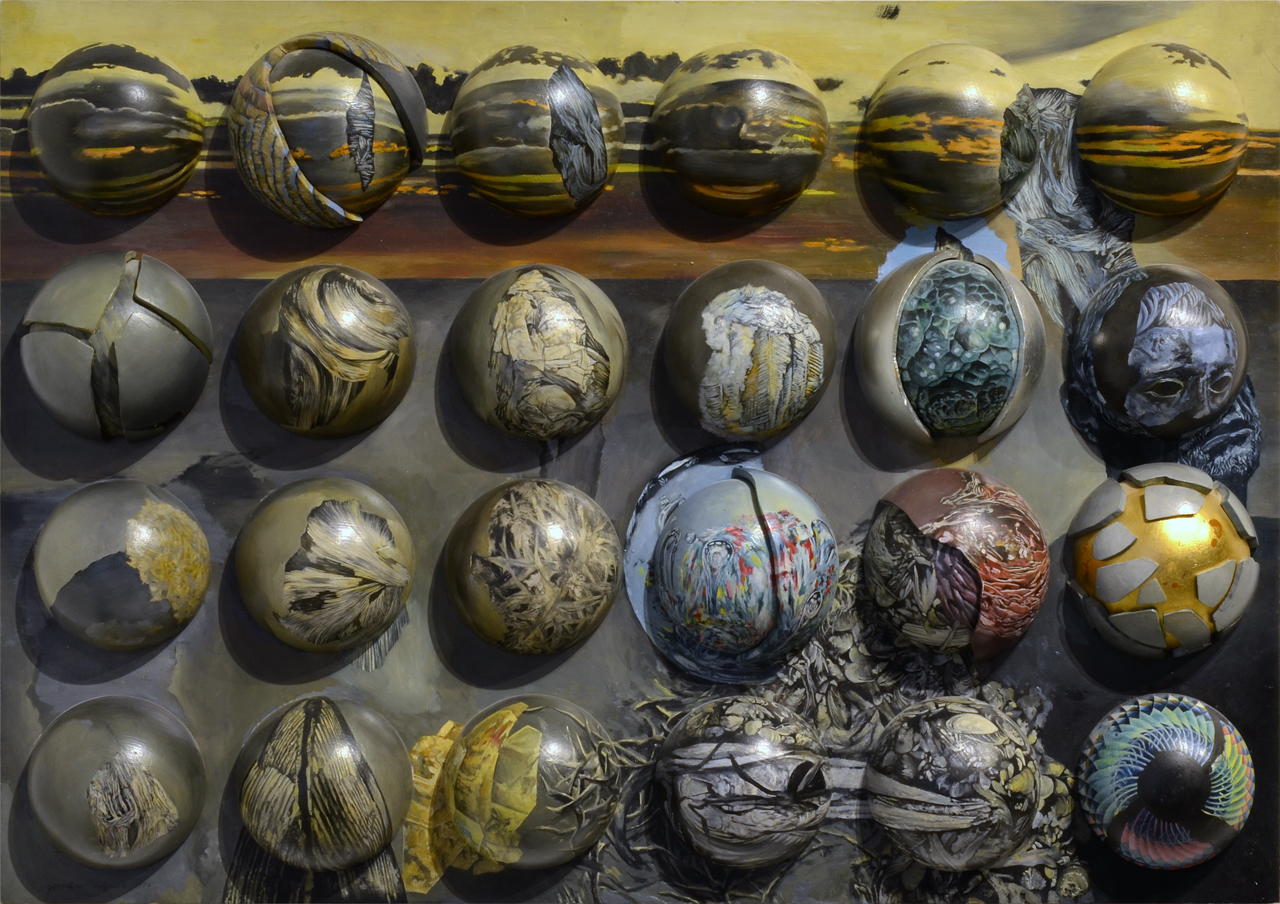
Jaroslav Vožniak, Homér a jeho svět (1978)
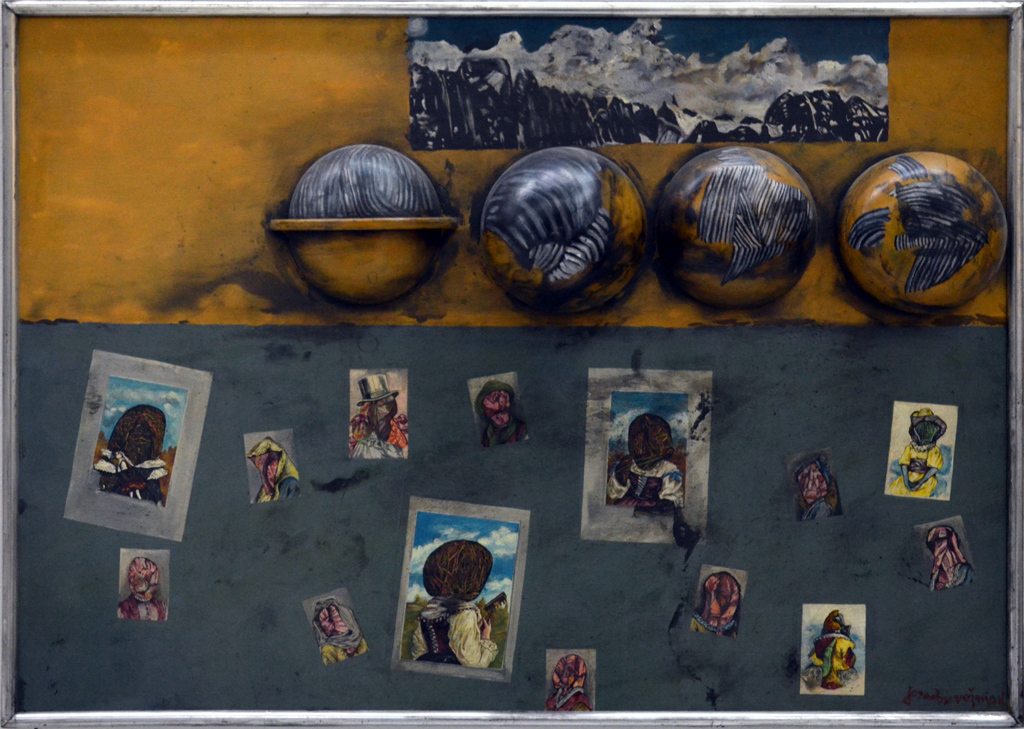
Jaroslav Vožniak, Louka, asambláž (1989)
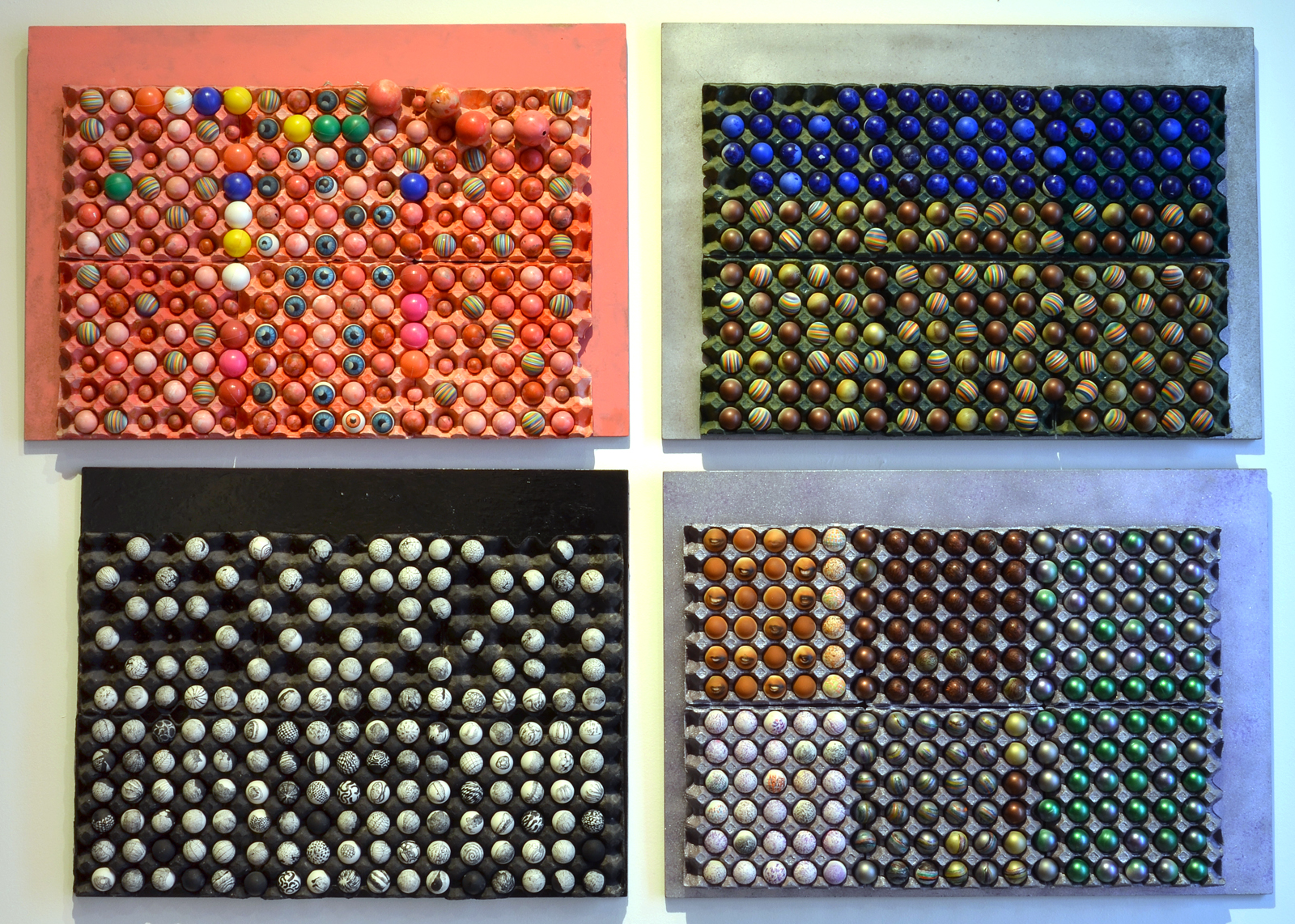
Jaroslav Vožniak, Bez názvu (2004-2005)

Na počátku 90. let Vožniak opět hledal cestu k abstrakci a adaptoval Pollockovu metodu s využitím lité syntetické barvy (Pocta Pollockovi, 1991, 1994, 2003). Jeho díla však nevyznívají expresivně - jsou téměř monochromní nebo omezená na škálu odstínů žluté a stopa barvy vytvořená litím se blíží pravidelnému rastru. Vožniak se zaměřuje pouze na samotnou "abstraktní" energii - na její stopy, záznamy, kaligrafii, rituální plynutí, vrstvenou harmonii a meditativní účin.

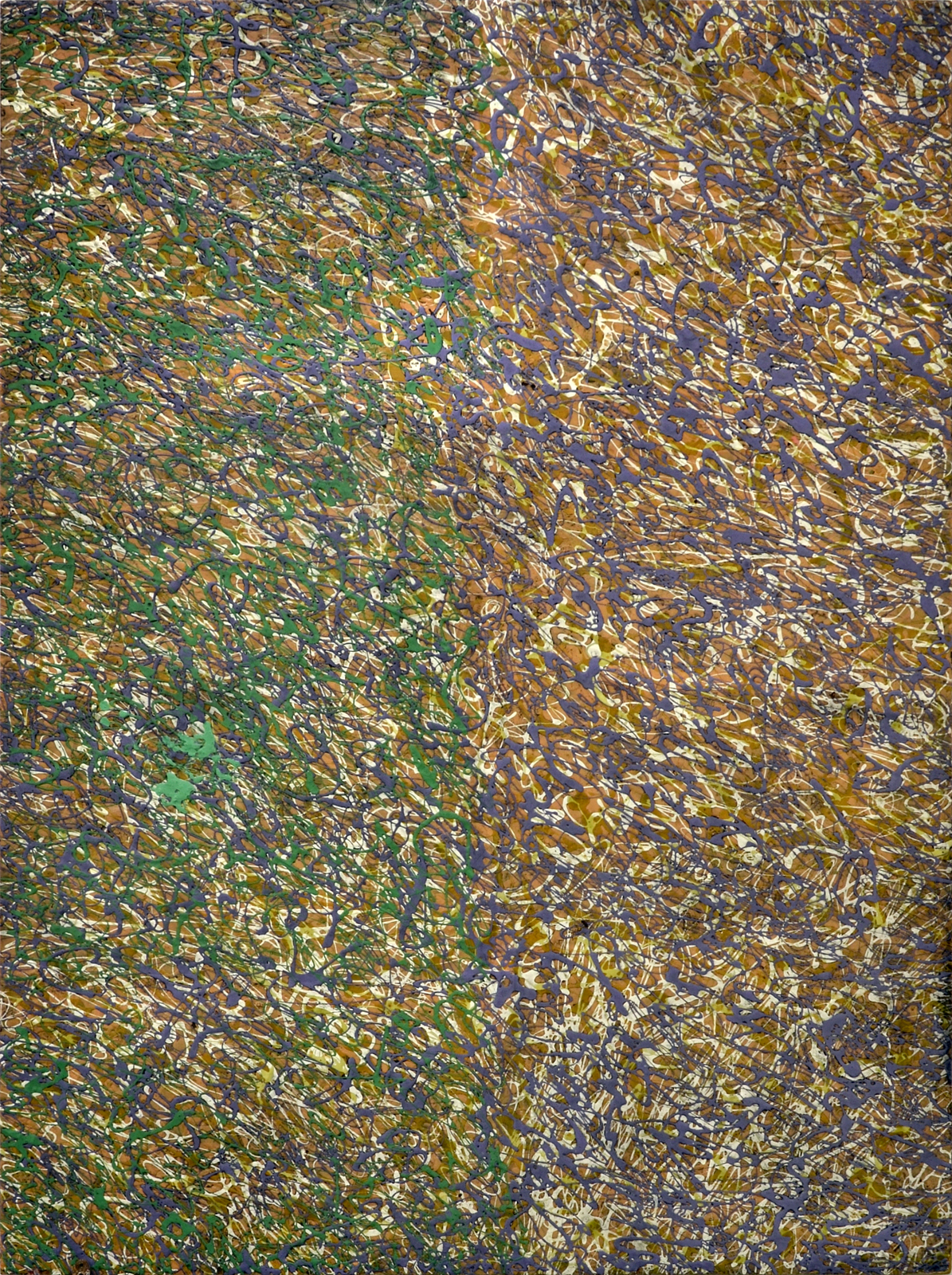
Jaroslav Vožniak, Pocta Pollockovi (1991)
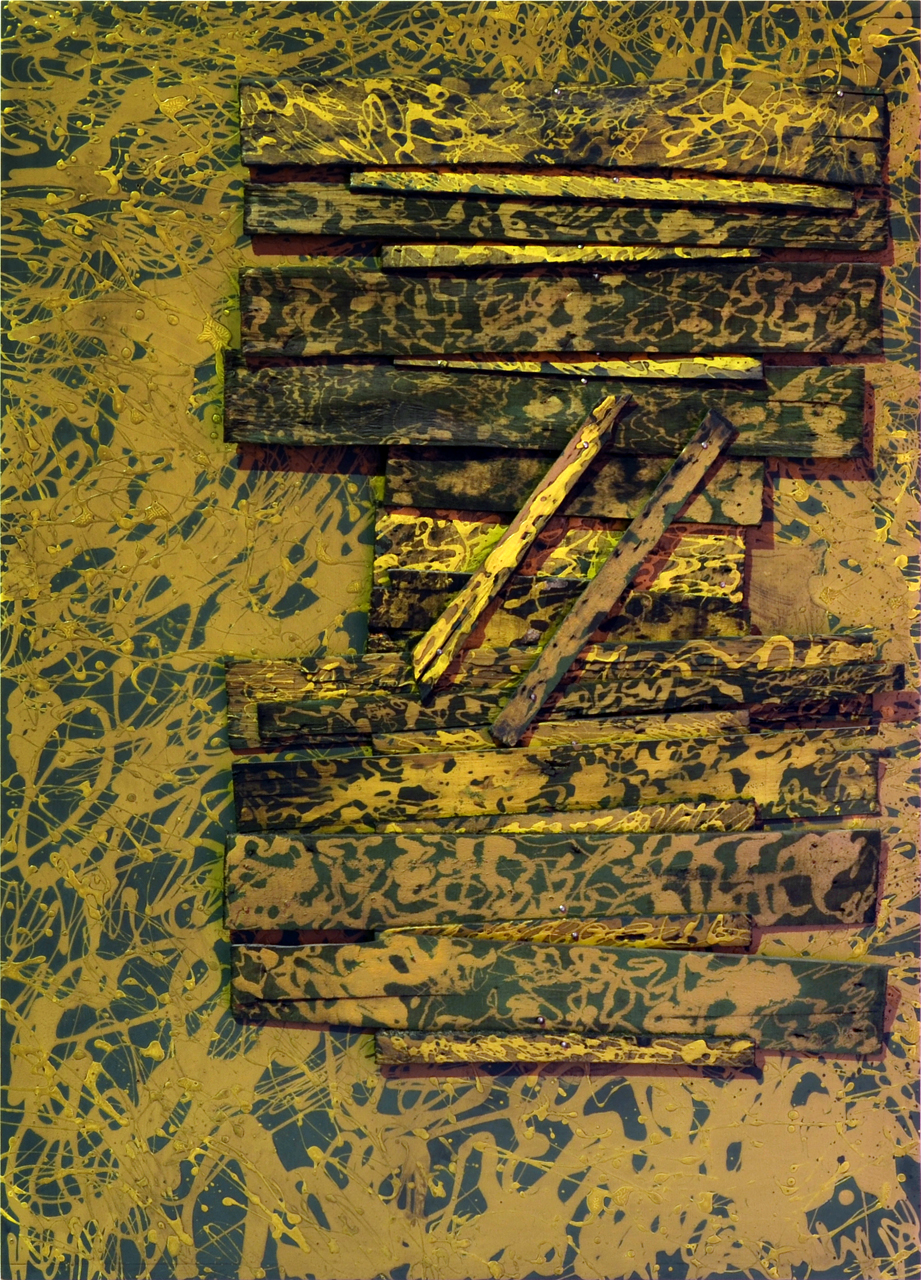
Jaroslav Vožniak, Žaluzie (1991), Museum Kampa
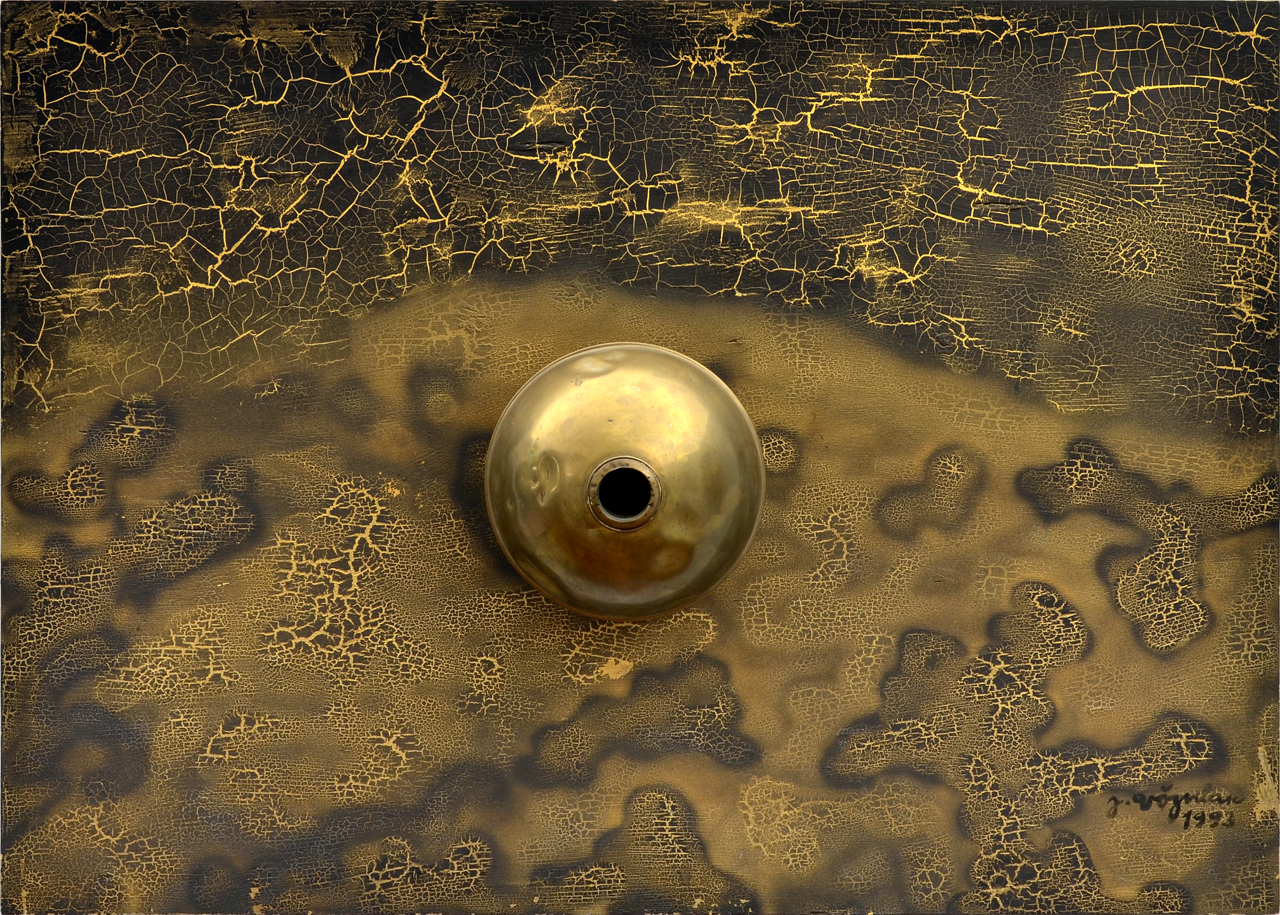
Jaroslav Vožniak, Planeta (1993)
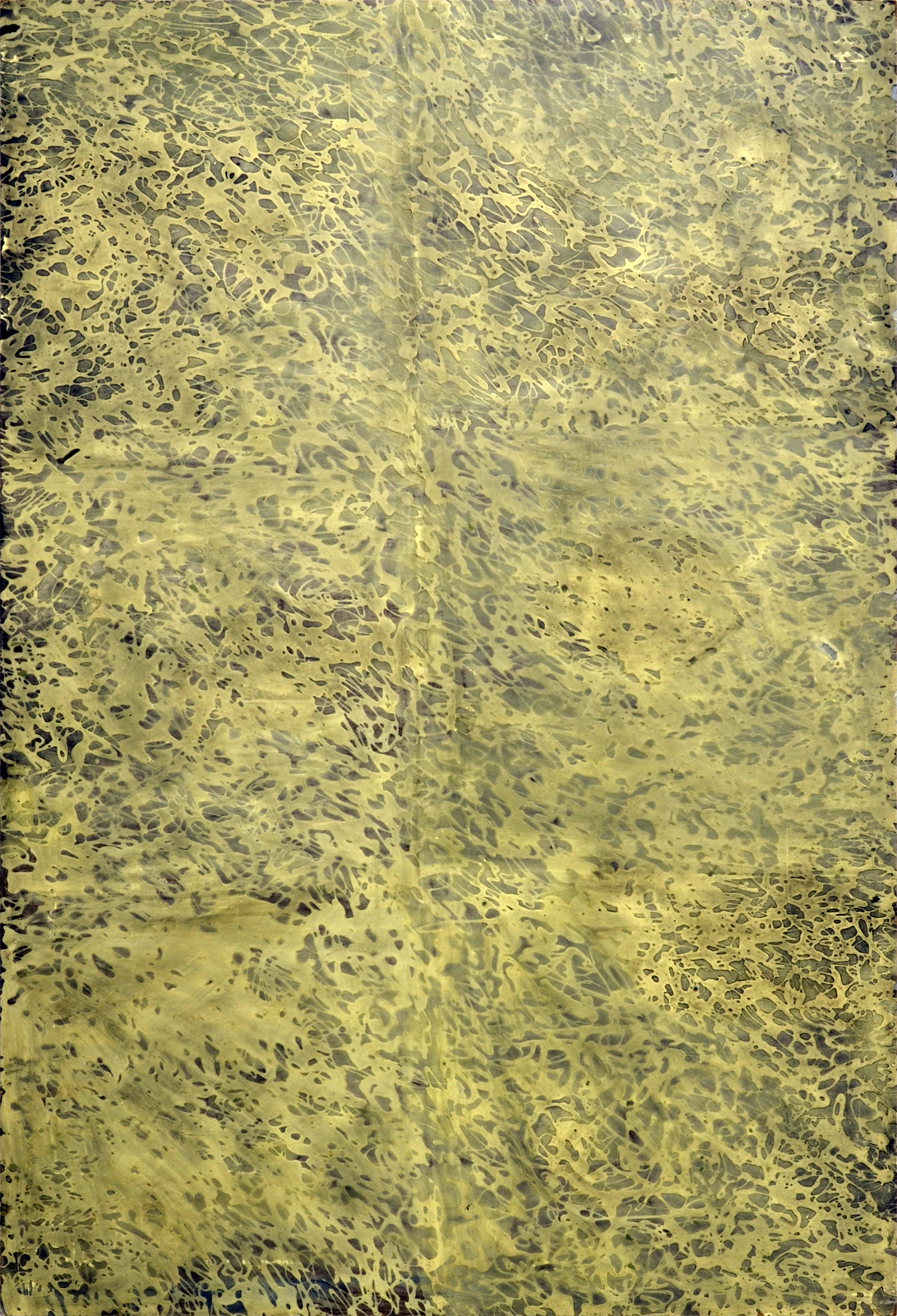
Jaroslav Vožniak, Pocta Pollockovi (1994)

Vožniak představuje zvláštní typ vizuálního extroverta a významového introverta, který vytvářel z vnějšího pohledu vzrušenou a sarkastickou hyperbolu současné civilizace s jejími animálními pudy, fetišismem a sexuální nespoutaností. Pracoval intuitivně a jeho vnitřní pochody lze jen domýšlet a odhadovat. Vožniakův smysl pro nečekané konfrontace prvků všedního života ukazoval na stav společnosti, "v němž se za pokryteckými ideály pokroku a morálky skrývá posedlost sexem a fascinace hrůzou a zločinem".

### Grafická tvorba, kresby, ilustrace

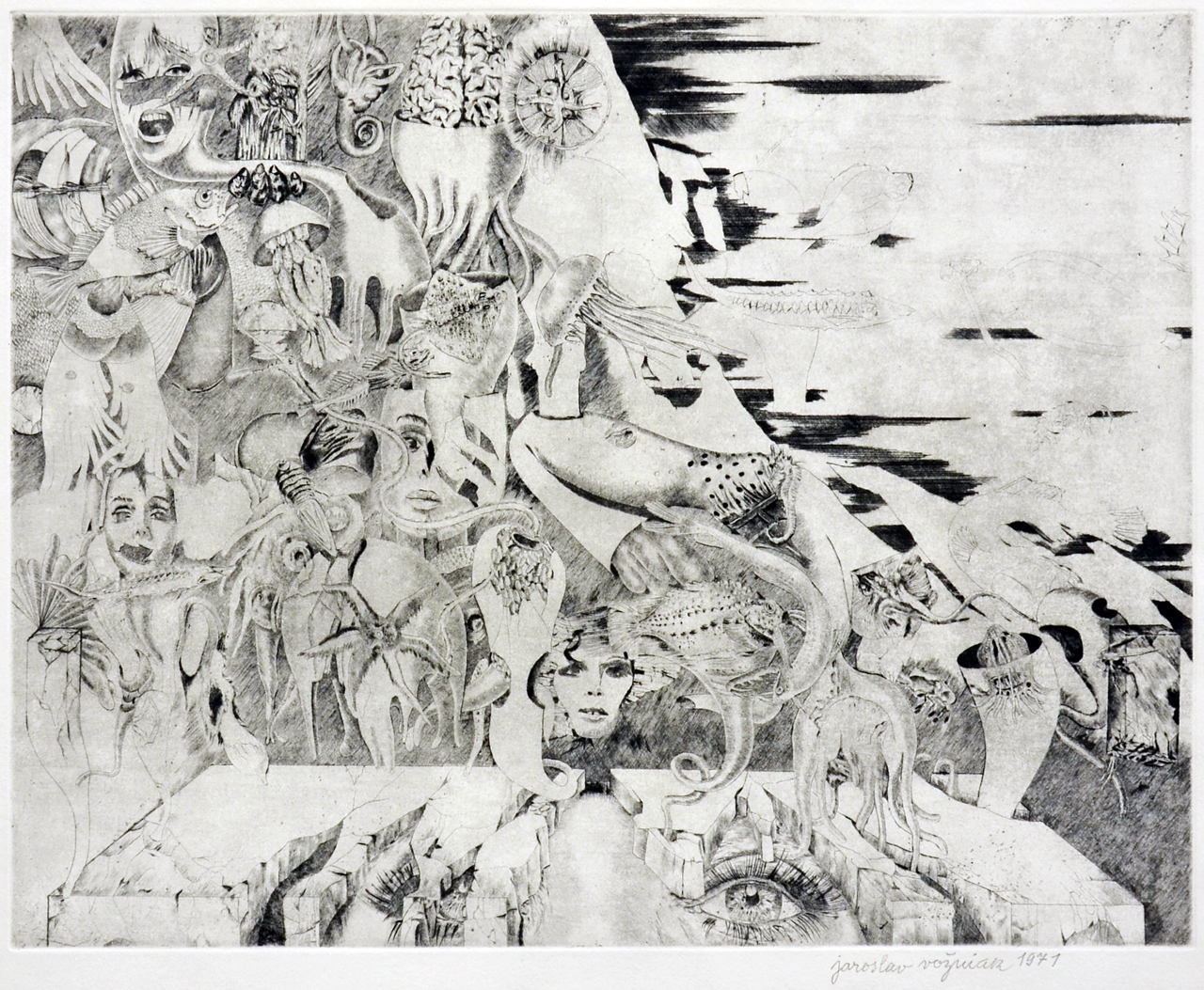
Jaroslav Vožniak, Moře, suchá jehla (1971)
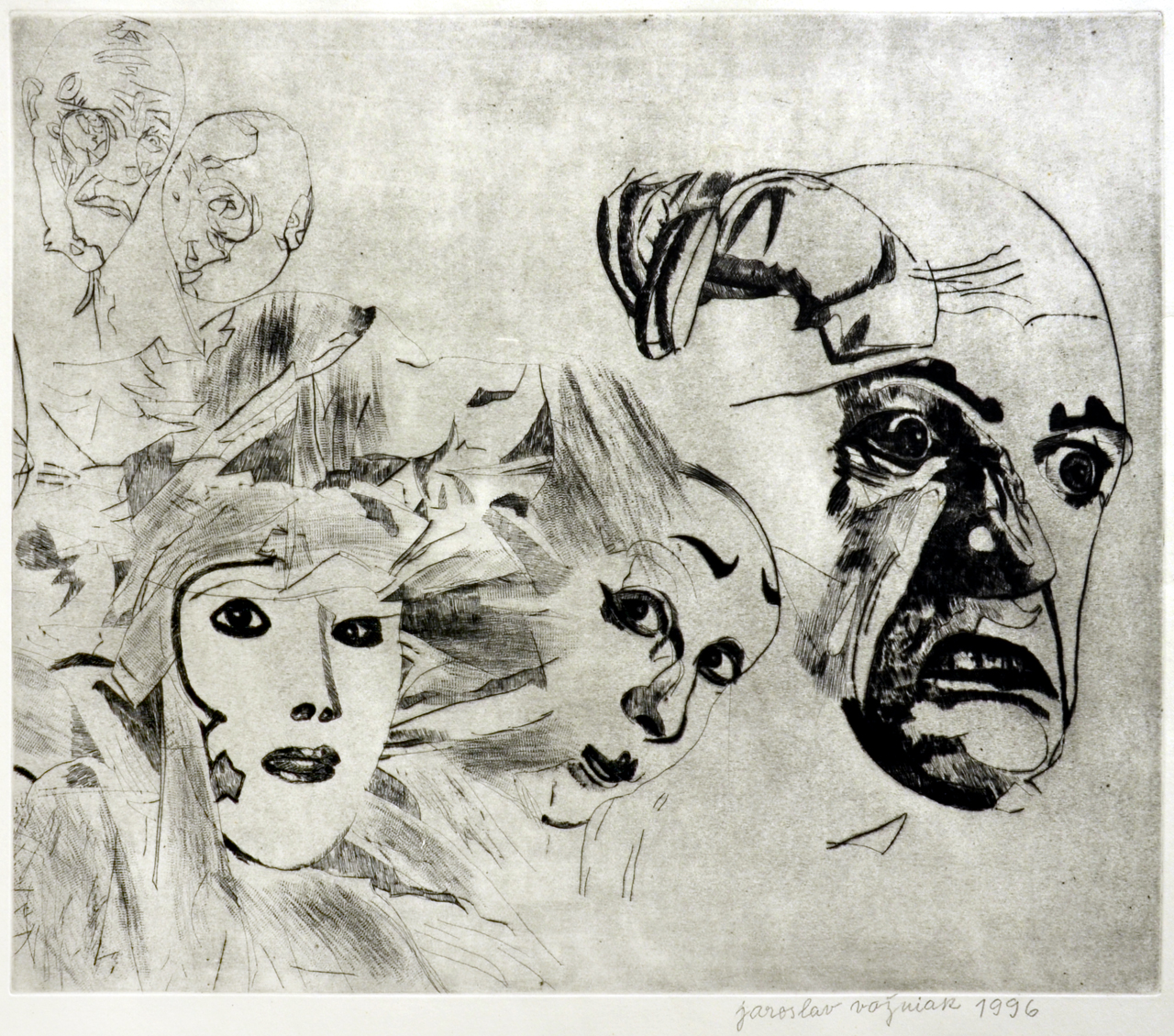
Jaroslav Vožniak, Klauni, suchá jehla (1996)

### Ilustrace
- 1958 Dante Alighieri, Božská komedie
- 1963 Frederik Pohl, C. M. Kornbluth, Obchodníci s vesmírem [nedostupný zdroj]
- 1964 Vladimír Nárožník, Slova, carte blanche
- 1967 Charles Baudelaire, Malé básně v próze, Mladá fronta Praha
- 1970 André Pieyre de Mandiargues, Černé Muzeum, Odeon
- V 60. letech ilustroval také časopisy Plamen a Tvář a antologii Pramen

### Spolupráce na filmu
- Jaroslav Vožniak se jako scénograf a tvůrce různých rekvizit (šperky, amulety, oltář) spolu s dalšími výtvarníky podílel na nejvýznamnějším filmu české kinematografie 60. let Marketa Lazarová (režie František Vláčil, 1967)[14]

### Poštovní známka
- Asambláž Milenci (1965), GASK, roku 2011 vydána na poštovní známce (rytina Václav Fajt)[15]

### Zastoupení ve sbírkách
- Národní galerie v Praze
- Centre Pompidou, Paříž
- Galerie hlavního města Prahy  Archivováno 17. 6. 2020 na Wayback Machine.
- Moravská galerie v Brně
- Alšova jihočeská galerie v Hluboké nad Vltavou
- Galerie moderního umění v Hradci Králové
- Oblastní galerie v Liberci
- Oblastní galerie Vysočiny v Jihlavě
- České muzeum výtvarných umění, Praha (GASK Kutná Hora)
- Severočeská galerie výtvarného umění v Litoměřicích
- Galerie moderního umění v Roudnici nad Labem
- galerie Benedikta Rejta, Louny
- Galerie výtvarného umění v Ostravě
- Galerie umění Karlovy Vary
- Muzeum umění Olomouc
- Východočeská galerie v Pardubicích

### Výstavy

#### Autorské
- 1963 Jaroslav Vožniak: Koláže, Divadlo Paravan, Praha
- 1964 Jaroslav Vožniak: Obrazy k Dantově Božské komedii, Oblastní muzeum, Roztoky
- 1964 Jaroslav Vožniak: Obrazy, kresby, objekty z let 1958 - 64, Galerie mladých, Alšova síň Umělecké besedy, Praha
- 1965 Jaroslav Vožniak, Oblastní galerie v Liberci
- 1969 Jaroslav Vožniak, Galerie Scandinavia, Stockholm
- 1970 Jaroslav Vožniak: Ikony, Dům umění - Výstavní síň města České Budějovice
- 1971 Jaroslav Vožniak: Ikony, Dům pánů z Kunštátu, Brno
- 1990 Jaroslav Vožniak, Dům U Kamenného zvonu, 2. patro, Praha
- 1991 Jaroslav Vožniak: Obrazy 1991, Galerie Fronta, Praha
- 1992 Jaroslav Vožniak: koláže, objekty, Galerie Luka, Praha
- 1993 Jaroslav Vožniak: Obrazy - asambláže, Galerie Restaurant BIPP, České Budějovice
- 1993 Pocta Jaroslavu Vožniakovi: Korelace tvarů a barev, Národní dům na Vinohradech, Praha, Středoevropská galerie a nakladatelství, Praha
- 1994 Jaroslav Vožniak: Obrazy, Galerie ve dvoře, Veselí nad Moravou, Okresní muzeum Českého ráje, Turnov
- 1995 Jaroslav Vožniak: Na Ostravsku - pohledy do soukromých sbírek, Nová síň, Poruba, Ostrava
- 1995 Jaroslav Vožniak: Obrazy, grafika, Středoevropská galerie Praha
- 1998 Jaroslav Vožniak a jeho škola (Marta Hadincová, Miroslav Hadinec, Ivana Vožniaková), Galerie Zámeček, Příbram
- 1999 Jaroslav Vožniak: Obrazy, grafika, Galerie AP, Hradec Králové
- 1999 Jaroslav Vožniak: Nové práce, Galerie ES Eliška Schránilová, Praha
- 1999/2000 Jaroslav Vožniak: Pocta divnosti - dílo z let 1957 - 1999, Galerie výtvarného umění v Chebu, České muzeum výtvarných umění, Praha
- 2001 Vožniakova škola českého fantazijního realismu, České centrum ve Vídni
- 2001 Jaroslav Vožniak, Výstavní síň Sokolská 26, Ostrava
- 2010 Jaroslav Vožniak, Galerie Potoční, Příbram
- 2017 Jaroslav Vožniak, Museum Kampa, Praha
- 2019 Jaroslav Vožniak, Naděje zanech, kdo mnou ubírá se, GASK Kutná Hora

### Publikace
- Jan Kříž: Šmidrové, Obelisk, Praha 1970
- František Šmejkal, České imaginativní umění, Galerie Rudolfinum, Praha 1996, ISBN 8090219411

### Články
- Jan Kříž, Estetika divnosti, Výtvarné umění 17, 1967, s. 1-13

### Katalogy
- Jaroslav Vožniak: Obrazy k Dantově Božské komedii, 1964, Jiří Kohoutek, kat. 8 s., Oblastní muzeum, Roztoky
- Jaroslav Vožniak: Obrazy, kresby, objekty z let 1958 - 64, 1964, Jan Kříž, kat. 16 s., ČMVU Praha
- Jaroslav Vožniak: Soudobá česká grafika a kresba 10, 1965, Čestmír Krátký, kat. 10 s., Oblastní galerie v Liberci
- Jaroslav Vožniak: Czechoslovakia / Tchécosovaquie, 1969, Jiří Mašín, kat. 28 s., Galerie Scandinavia, Stockholm
- Vožniak: Ikony, 1970, Jiří Mašín, kat. 16 s., AJG Hluboká
- Jaroslav Vožniak, 1990, Marie Judlová, kat. 64 s., Galerie hlavního města Prahy
- Jaroslav Vožniak: Obrazy 1991, 1991, Jan Kříž, Galerie Fronta Praha
- Pocta Jaroslavu Vožniakovi k šedesátinám, Jiří Kohoutek, ČMVU Praha, Ústřední kulturní dům železničářů, Praha 1993
- Jaroslav Vožniak: Obrazy - asambláže, 1993, Jan Kříž, Galerie Restaurant BIPP, České Budějovice
- Jaroslav Vožniak na Ostravsku, 1995, Vilém Jůza, kat. 40 s., Galerie výtvarného umění v Ostravě, ISBN 8085091364
- Jaroslav Vožniak: Pocta divnosti: dílo z let 1957 - 1999, 2000, Jan Kříž, kat. 78 s., GVU v Chebu, ČMVU Praha, ISBN 8085016486
- Jaroslav Vožniak, 2001, Milan Weber, Výstavní síň Sokolská 26, Ostrava

### Diplomové práce
- Petra Forstová, Činnost skupiny Šmidrové v padesátých letech, bakalářská práce, MUNI Brno, 2008 On line
- Michaela Žáková, Jaroslav Vožniak a cyklus ikon pro Jabloneckou bižuterii (1967–1968), bakalářská práce, SDU, FF MUNI Brno, 2020
- Elisabeth Štimecová, Portrét přítele. Malíř a grafik Jaroslav Vožniak (1933–2005) v kontextu tvorby Theodora Pištěka (1932), Magisterská diplomová práce, SDU, FF MUNI Brno, 2020